# Histoire de Wallis-et-Futuna
L'histoire de Wallis-et-Futuna fait partie intégrante de celle de l'Océanie. Peuplées aux environs du Ier millénaire av. J.-C. par des austronésiens de la civilisation lapita, les îles Uvea (Wallis) et Futuna font ensuite partie de la Polynésie ancestrale jusqu'aux premiers siècles après J.C. : il s'agit du foyer originel des polynésiens (Hawaiki), qui partagent une langue et une culture commune. Par la suite, une différenciation s'opère entre ces îles : chacune d'entre elles développe une langue, une culture et une organisation sociale spécifique, tout en restant intégrées au sein d'un grand réseau insulaire avec les archipels voisins (Tonga, Samoa, Fidji, Tokelau, Tuvalu…). Wallis est conquise par les Tongiens, qui laissent une influence durable dans la société wallisienne, tandis que Futuna, plus isolée, résiste mieux aux envahisseurs tongiens et préserve ses relations avec Samoa.
Les premiers contacts avec les Européens ont lieu au XVIIe siècle et au XVIIIe siècle, mais les îles sont relativement préservés des intrusions occidentales. Au milieu du XIXe siècle, Wallis et Futuna sont converties au catholicisme par des missionnaires maristes français. C'est seulement à partir de cette époque que les deux îles sont regroupées et coupées des archipels voisins. Elles deviennent un protectorat français en 1887 (en grande partie sur demande des missionnaires maristes), mais ne sont pas colonisées à proprement parler. Depuis cette période, l'équilibre du pouvoir entre la chefferie coutumière, l'Église catholique et l'État français est toujours fragile. Durant la Seconde Guerre mondiale, Wallis devient une base militaire américaine, ce qui entraîne de nombreux bouleversements. En 1961, Wallis-et-Futuna devient un territoire d'outre-mer français par référendum. Une émigration de masse se développe alors vers la Nouvelle-Calédonie, résultant en une diaspora wallisienne et futunienne trois à quatre fois plus nombreuses que dans les deux îles d'origine. Le territoire se transforme profondément, avec l'arrivée de l'administration, la construction de nombreuses infrastructures, l'introduction de la langue française et du modèle occidental.

## Questions méthodologiques et historiographiques

### Les sources: tradition orale, missionnaires et archéologie
L'histoire de Wallis-et-Futuna, territoire français, a surtout été étudiée par des auteurs français. Elle est moins connue des auteurs anglophones, qui ont concentré leurs recherches sur Tonga et Samoa, même si certains auteurs de langue anglaise se sont intéressés à Uvea et à Futuna comme Patrick Vinton Kirch dans les années 1970. Le premier scientifique à étudier sur le terrain Wallis-et-Futuna est l'anthropologue Edwin Grant Burrows, qui décrit les sociétés wallisienne et futunienne dans les années 1930 et recueille de nombreux chants et légendes. Les autres publications scientifiques reposaient auparavant sur des récits d'informateurs, la plupart du temps occidentaux. Certains historiens, comme Frédéric Angleviel, se sont spécialisés sur Wallis et Futuna.

#### Tradition orale
Wallis et Futuna sont des sociétés polynésiennes de tradition orale. Les sources écrites sont donc absentes avant l'arrivée des occidentaux dans la région, mais les sources orales abondent. Les récits (fakamatala) de la vie des ancêtres sont racontés lors de soirées ou déclamés durant des cérémonies coutumières. il s'agit d'une tradition orale vivante et évolutive, qui nécessite d'être retracée dans son contexte, car elle tend facilement à constituer des mythes et joue souvent un rôle de légitimation d'un titre coutumier ou d'une position de pouvoir.
À Wallis-et-Futuna, les missionnaires ont fixé par écrit une partie de la tradition orale locale. C'est le cas notamment de l'ouvrage du père Henquel, Talanoa ki Uvea nei. Rédigé en wallisien, il recueille les généalogies et l'histoire traditionnelle de Wallis, après quarante ans de recherches (1889-1919) auprès des aristocrates de l'île, même si son texte vise avant tout à asseoir la légitimité des missionnaires et est critiqué, notamment par l'anthropologue Sophie Chave-Dartoen (2017). Les conditions du recueil de la tradition orale auprès d'informateurs, de sa mise à l'écrit, et de la traduction depuis les langues vernaculaires sont donc importantes.

#### Sources écrites occidentales
Les récits de voyageurs et marins constituent les premiers écrits sur les sociétés wallisienne et futunienne. Néanmoins, les premiers contacts avec des occidentaux ayant eu lieu en 1616 pour Futuna et 1767 pour Wallis, les périodes précédentes ne sont connues que par la tradition orale et l'archéologie. Pour Frédéric Angleviel, cette période sans écriture correspond à la protohistoire de l'Océanie.
Les premières sources écrites sur l'histoire de Wallis-et-Futuna ont été produites par les missionnaires maristes venus convertir les populations locales au milieu du XIXe siècle : « les missionnaires s'appliquent dès leur arrivée à l'étude des langues [locales]. Parallèlement, les missionnaires explorent systématiquement le pays, inventorient ses ressources physiques, sociales et culturelles. ». Ils ont souvent eu des analyses ethnocentristes, remplies de préjugés, orientées religieusement et sans réelle méthode historique : ils menaient avant tout un travail de conversion et ils maîtrisaient mal les codes culturels des sociétés polynésiennes. Les sources missionnaires ne sont donc pas exemptes de critiques, mais comme l'indique l'historienne Claire Laux, elles sont indispensables pour connaître l'histoire de Wallis-et-Futuna : « les sources les plus fiables et surtout les plus accessibles [sur l'histoire de la Polynésie] sont (...) souvent d'origine exogène ».
Odon Abbal rappelle que l'histoire de l'Océanie a été majoritairement produite par des sources écrites, faites par les occidentaux venus coloniser ces territoires, tandis que la tradition orale a tendance à disparaître plus rapidement. À Wallis-et-Futuna, les missionnaires et les colons portent une vision stéréotypée des populations polynésiennes, les percevant comme non civilisées et païennes, à qui il s'agit d'apporter la religion chrétienne.
L'histoire du protectorat (1888-1961) puis du territoire d'outre-mer est en revanche mieux documentée grâce à l'abondance de sources administratives et l'ouvrage de l'évêque Alexandre Poncet, Histoire de l'île Wallis. Tome 2: Le protectorat français, publié par la Société des Océanistes en 1972.

#### Recherches archéologiques (années 1980)
Des études archéologiques sont menées à Wallis, Futuna et Alofi par des équipes de l'ORSTOM et du CNRS dirigées par Bernard Vienne et Daniel Frimigacci avec comme collaborateurs Jean-Pierre Siorat et Christophe Sand en 1985 et 1986. Ces travaux ont permis de mieux connaître l'histoire de ces îles. Toutefois, l'anthropologue Sophie Chave-Dartoen estime qu'« un travail de collecte archéologique intensif reste à faire afin de documenter le développement de la société wallisienne, notamment pour la période mal connue s'étendant de la fin de la période céramique (IVe siècle) à celle de la construction des fortifications et des grandes résidences (xv-xviie siècles) ».

#### Approche pluri-disciplinaire: l'ethnohistoire
Pour étudier Wallis-et Futuna, les historiens ont recours à l'archéologie, la linguistique, ainsi qu'à la tradition orale, étudiée grâce à l'anthropologie : Bernard Vienne et Daniel Frimigacci se livrent ainsi à une ethnohistoire. Les recherches dans ce domaine sont assez récentes (années 1980 à aujourd'hui).

### Perception occidentale et polynésienne de l'histoire
La christianisation a en outre bouleversé la représentation du temps qu'avaient les Wallisiens et les Futuniens. L'époque pré-chrétienne a été dénommée temi pagani (« les temps païens », néologisme formé à partir du latin) : tout ce qui a eu lieu avant l'arrivée des missionnaires est perçu négativement. Pour l'historienne et anthropologue Françoise Douaire Marsaudon, les missionnaires ont ainsi contraint les Wallisiens et les Futuniens à oublier voire dénigrer leur propre histoire. « Aujourd'hui, parler ouvertement des esprits des ancêtres, (...) c'est retomber dans l'obscurité de ce temps qui devrait être considéré par tous aujourd'hui comme révolu : le temps du paganisme. D'une certaine manière (...), c'est refuser le temps de la lumière, celui de l'évangélisation. ».
Finalement, le rôle des missionnaires dans la connaissance des sociétés polynésiennes est ambivalent : « Les missionnaires se trouvent donc à la fois avoir été acteurs de la disparition des sociétés traditionnelles et des témoins précieux de ce qu'ont été ces mondes primitifs. ». Les recherches actuelles en ethnohistoire insistent au contraire sur l'importance de prendre en compte les traditions orales polynésiennes dans l'écriture de l'histoire de ces deux îles.

### Toponymie
Wallis-et-Futuna (avec des tirets) désigne le protectorat français (1888), puis le territoire d'Outre-Mer créé en 1961 et qui rassemble en réalité trois îles : Wallis (en wallisien Uvea, parfois dénommée « îles Wallis » au pluriel pour y inclure les îlots du lagon de Uvea dans des publications francophones d'avant 1976) et Futuna et Alofi d'autre part (îles Hoorn). Avant le XIXe siècle, Wallis et Futuna sont donc deux îles distinctes, et leur histoire est traitée séparément dans cet article.

## Des Lapita aux Polynésiens

### Peuplement: les lapita

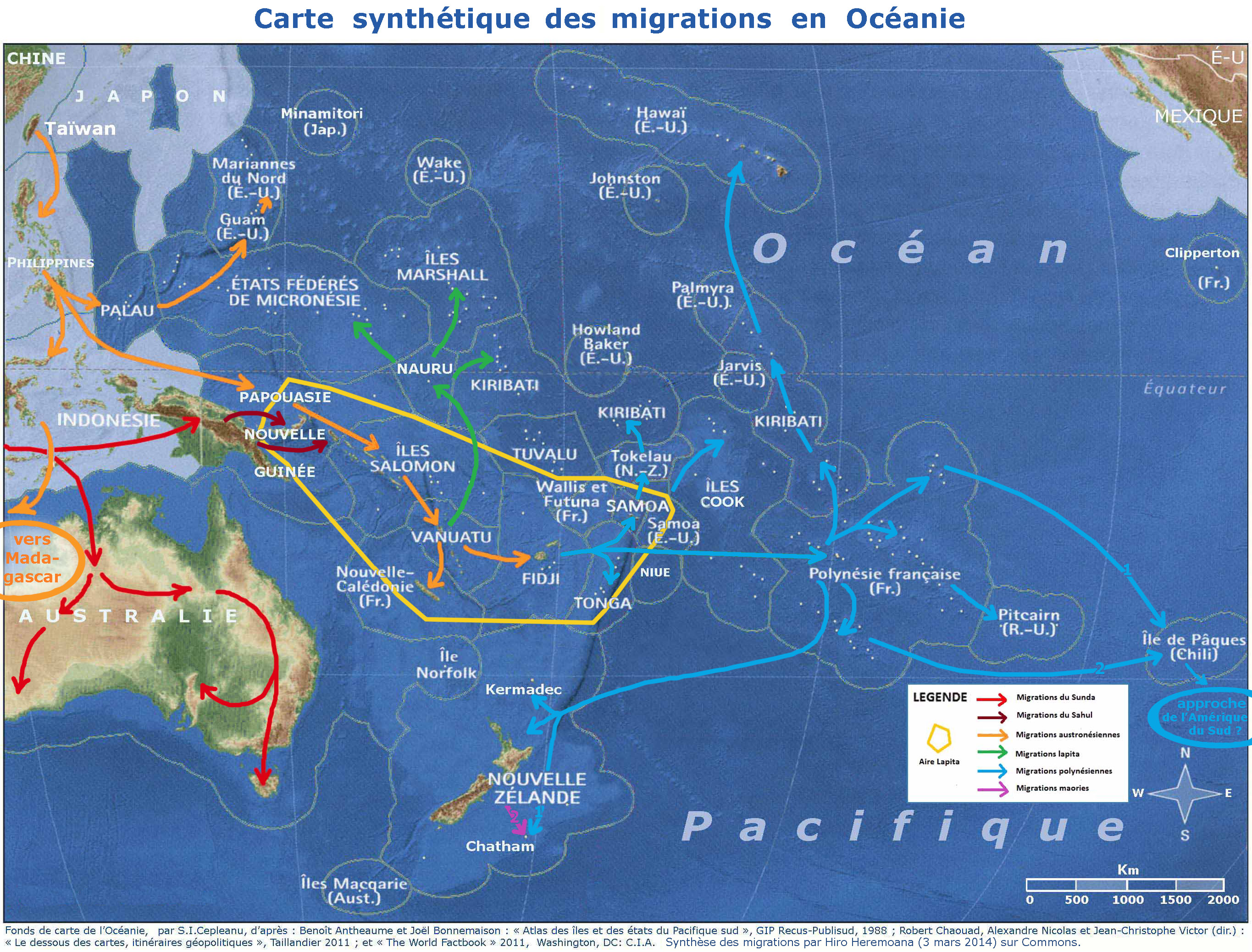
Les premiers habitants de Wallis-et-Futuna sont des austronésiens de la civilisation Lapita. Avec les îles voisines de Tonga et Samoa, ils forment la « société polynésienne ancestrale ».

Les premiers habitants de Wallis et de Futuna étaient des austronésiens appartenant à la civilisation lapita.
Le peuplement du Pacifique s'est fait en deux vagues successives. Vers 40 000 ans av. J.-C., des habitants originaires d'Asie du Sud-Est s'installent en Nouvelle-Guinée puis dans l'archipel Bismarck. Un deuxième mouvement migratoire a lieu bien plus tard, entre 1500 et 1100 av. J.-C. : des austronésiens arrivent dans la région et introduisent l'art de la céramique. Leurs poteries élaborées, appelées lapita, ont donné le nom à la civilisation qui est née des échanges et des métissages avec les habitants déjà présents.
Vers 1110 av. J.-C., un groupe de lapita part à la conquête des îles Salomon. En deux siècles, parcourant l'océan Pacifique sur des pirogues à balancier, ils s'étendent sur une très grande région (plusieurs milliers de kilomètres) incluant le Vanuatu, la Nouvelle-Calédonie et la Polynésie occidentale (Samoa, Tonga, Wallis et Futuna).

### La société polynésienne ancestrale

La Polynésie ancestrale vers le 1er millénaire (Fidji n'en fait pas partie).

Cinq à sept siècles plus tard, les Polynésiens vont se distinguer des autres lapita restés en Mélanésie. En se basant sur l'archéologie, l'ethnologie et la linguistique, Patrick Kirch et Robert Green (2001) concluent que les populations de Wallis, Futuna, Tonga et Samoa ont formé la « société polynésienne ancestrale » : pendant environ sept siècles, au 1er millénaire av. J.-C., ces îles partagent une culture commune et parlent la même langue, le proto-polynésien. Uvea et Futuna font donc partie de Hawaiki, cette zone que les Polynésiens considèrent comme leur foyer originel et qui a pris au fil du temps une dimension mythique.
Les sociétés polynésiennes de cette période sont de petits groupes peu nombreux démographiquement, mais elles ont déjà développé une culture complexe avec une structure sociale élaborée. On ne peut donc pas considérer ces premiers habitants comme moins avancés ou plus primitifs que leurs successeurs, même s'ils étaient sans doute plus égalitaires que les sociétés polynésiennes stratifiées qui suivirent dans les siècles suivants.
Ces polynésiens ancestraux sont à la fois de fins navigateurs et de bons agriculteurs. Ils prennent possession des terres et commencent à les exploiter, récoltant diverses plantes (taros, ignames...) sur des terres volcaniques fertiles. Ils modifient leur environnement, parfois au prix de bouleversements écologiques (disparition de plusieurs espèces animales, modification des sols). Ils se nourrissent également des produits de la pêche et font cuire leurs légumes dans des grands fours en terre, les 'umu, qui aujourd'hui font encore partie intégrante de la cuisine wallisienne et futunienne. Les habitants exploitent également la noix de coco pour sa chair et son huile.
Dès cette époque, les Wallisiens et les Futuniens transforment l'écorce de mûrier en un tissu, le tapa, aussi appelé siapo ou ngatu en proto-polynésien selon ses usages. Vu le faible nombre d'armes retrouvés par les archéologues pour cette période, pour Kirch et Green, les conflits sont peu nombreux dans ces sociétés pacifiques, bien qu'on y trouve des guerriers. Les populations sont regroupées autour d'unités familiales, les kaiga, qui se partagent des terres et pratiquent le culte des ancêtres. Ces communautés, remontant à un ancêtre commun sont dirigées par des « anciens ». Pour l'anthropologue Sophie Chave-Dartoen, « ce tableau correspond de façon surprenante avec ce que l'on sait de certains traits de la société wallisienne au moment des premières descriptions ethnographiques deux mille ans plus tard ».
Uvea et Futuna sont alors intégrées dans un vaste réseau d'échanges avec les autres îles de Polynésie (Tonga, Samoa, Tuvalu, Tokelau...) et Fidji. Ces échanges interinsulaires ont continué jusqu'à environ la moitié du XIXe siècle et l'arrivée des missionnaires européens. Cependant, bien que Wallis et Futuna soient proches (entre un et sept jours de voyage en pirogue), elles ont connu une histoire séparée et distincte : ce n'est qu'avec l'arrivée des occidentaux que Futuna et Wallis commencent à être associées spécifiquement ensemble, jusqu'à former une entité politique commune (protectorat puis territoire d'outre-mer).

### Wallis et Futuna dans l'influence samoane puis tongienne

La différenciation linguistique du proto-polynésien en deux sous-groupes illustre la séparation des Polynésiens ancestraux en deux ensembles distincts.

D'après Christophe Sand, cette société polynésienne ancestrale a connu une première séparation en deux groupes :
- d'un côté, le groupe polynésien nucléaire, qui incluait Samoa, Wallis, Futuna mais aussi Niuafo'ou, Niuatoputapu et Tafahi ;
- de l'autre, au sud, l'archipel des Tonga.

Ces différences sont avant tout observables sur le plan linguistique : le proto-polynésien s'est séparé en deux dialectes. Durant cette période, Uvea et Futuna ont donc une culture et une langue très proche de celle de leurs voisins, notamment samoans ou de Niuatoputapu. Des relations directes entre Samoa et Uvea ont été observées et une tradition orale samoane rapporte même que l'île de Savai'i aurait été peuplée originellement par des uvéens. Pour Christophe Sand, c'est avant tout Samoa qui a influencé la construction des forts à Wallis.
Cette influence samoane s'est largement perdue à 'Uvea avec l'arrivée des invasions tongiennes aux XVe et XVIe siècles. C'est l'époque de l'expansionnisme tongien dans toute la Polynésie occidentale, qui a donné naissance à ce que certains auteurs appellent l'empire maritime tongien. Les tongiens arrivent à Uvea et imposent peu à peu leur structure sociale ; la langue wallisienne se transforme en profondeur, intégrant de nombreux éléments du tongien. L'influence tongienne a eu des conséquences durables sur l'histoire locale wallisienne et futunienne.
Futuna, à l'inverse, a résisté aux invasions tongiennes. Elle a réussi à maintenir sa culture d'origine, ce qui fait de cette île l'une des plus proches (culturellement et linguistiquement) de la Polynésie ancestrale. La tradition orale rapporte de riches liens avec Samoa : les souverains du royaume d'Alo, par exemple, sont originaires de Samoa (lignée de Fakavelikele). L'arrivée des samoans à Futuna se faisait de manière pacifique. Des similitudes dans les constructions ont été également observées. Cependant, Christophe Sand indique que Futuna était assez différente de Samoa, ayant gardé une autonomie culturelle et politique propre.

## Chronologie détaillée de l'histoire wallisienne et futunienne pré-européenne

Les premiers habitants de Uvea sont arrivés par l'ouest et se sont installés en face des trois passes dans le récif.

### Uvea
La date exacte du peuplement de Uvea (Wallis) fait débat. Daniel Frimigacci l'estime à 1300 av. J.-C., tandis que pour Christophe Sand, les premiers habitants n'ont pu arriver avant 850 et 800 av. J.-C. à Wallis. Ces premiers occupants se sont installés à Utuleve, sur la côte ouest, « en face des trois grandes passes dans le récif » (passes Avatolu, Fuga'uvea et Fatumanini).
Bernard Vienne et Daniel Frimigacci divisent l'histoire d'Uvea en quatre périodes distinctes, :
- Utuleve (1000 av. J.-C.- an mil) ;
- Atuvalu (an mil - 1400) ;
- Période des Forts (1400-1460) ;
- Période dynastique (1460 jusqu'à aujourd'hui).

#### Utuleve: installation des premiers habitants
La période dite Uteleve correspond à l'installation des premières populations Lapita vers 1300 av. J.C. Ces lapita résident en bord de mer. Lorsque les lapita cessent de décorer leurs poterie (on parle de la période d'Utuleve II), ils commencent à explorer et habiter le reste de l'île. Néanmoins, la partie centrale et désertique de l'île, le toafa, n'a jamais été occupée et reste inhabitée.

#### Croissance démographique, transformations économiques et premières chefferies
À partir de l'an 1000 de notre ère succède une deuxième période, appelée Atuvalu, qui dure jusqu'à 1400. Durant cette période, les Uvéens passent d'une économie tournée autour de la pêche et de la collecte à une économie centrée sur l'agriculture, en particulier la culture du taro. Les habitants se sédentarisent, en même temps qu'on observe une forte hausse de la population. Les terres étant devenues plus rares, on voit apparaître de grandes tarodières sur la côte est de Wallis. Ces transformations de l'espace et du système de production ont des répercussions sociales importantes. En effet, c'est à la même période que naît le royaume de Uvea avec une chefferie hiérarchisée. Aux premières chefferies autonomes, au sud et au nord de l'île, succèdent les premiers « rois » (en wallisien hau) de Uvea. Il est difficile d'établir avec précision leur existence, mais ils sont très importants sur le plan symbolique, car ils fondent la royauté wallisienne. Ces rois plus ou moins mythiques sont tous enterrés dans un même lieu, Atuvalu (ce qui signifie en wallisien « les huit [rois] alignés »).

#### Conquête tongienne de Uvea
Comme le rappellent Bernard Vienne et Daniel Frimigacci, « Uvea n'a pas évolué en vase clos. Elle faisait partie intégrante d'un environnement insulaire ». Ces relations avec les îles environnantes n'ont pas toujours été les mêmes, elles ont évolué au cours du temps et ont contribué à modeler l'histoire locale. Cependant, Wallis a une histoire intimement liée à celle de Tonga.

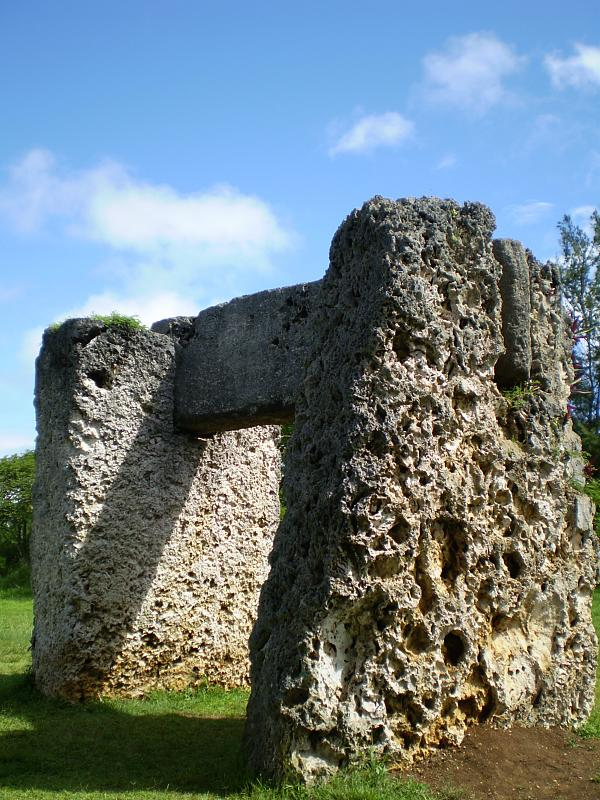
Le monument Ha'amonga 'a Maui, érigé à Tonga vers le XIIe siècle, aurait été construit par des tailleurs venus de Uvea.

Des Tongiens arrivent durant la période d'Atuvalu et commencent à marquer l'île de leur influence. Ainsi, vers le XIIe siècle, les sources tongiennes mentionnent déjà un contrôle des îles de Uvea, Samoa, Fidji et même Rotuma. Durant cette période, le Ha'amonga 'a Maui, un trilithe en pierre, est construit à Tongatapu. La tradition rapporte que les pierres ayant servi à sa construction auraient été transporté depuis Wallis,, mais pour Christophe Sand, ce seraient simplement des ouvriers wallisiens, réputés pour leur compétence, qui auraient érigé ce monument avec le corail présent sur l'île de Tongatapu. Pour autant, on ne peut pas encore parler de contrôle direct de Tonga sur Wallis. C'est plutôt l'influence samoane qui prédomine à l'époque : la langue parlée à Uvea est encore très proche du samoan et on retrouve à Wallis de grandes constructions basaltiques surélevées, typiques des plateformes samoanes.

##### Kau'ulufonua fekai
C'est avec le règne du Tu'i Tonga Kau'ulufonua fekai (autour du XVe siècle) que l'empire tongien s'étend. À la suite de l'assassinat de son père Takalaua, Kau'ulufonua lance une vaste expédition maritime pour retrouver les meurtriers. Partis de Tongatapu, les Tongiens s'emparent de Niuafo'ou, Niuatoputapu (encore indépendantes à l'époque) et retrouvent les assassins à Uvea, qu'ils punissent sévèrement.
Kau'ulufonua fekai laisse à 'Uvea un gouverneur, Tauloko. Ce dernier s'installe à Ha'afuasia (est de l'île) et y est enterré, marquant pour Christophe Sand « une volonté délibérée, dès le départ, de mettre en place un système culturel reproduisant les traditions de Tongatapu ».

##### La période des forts

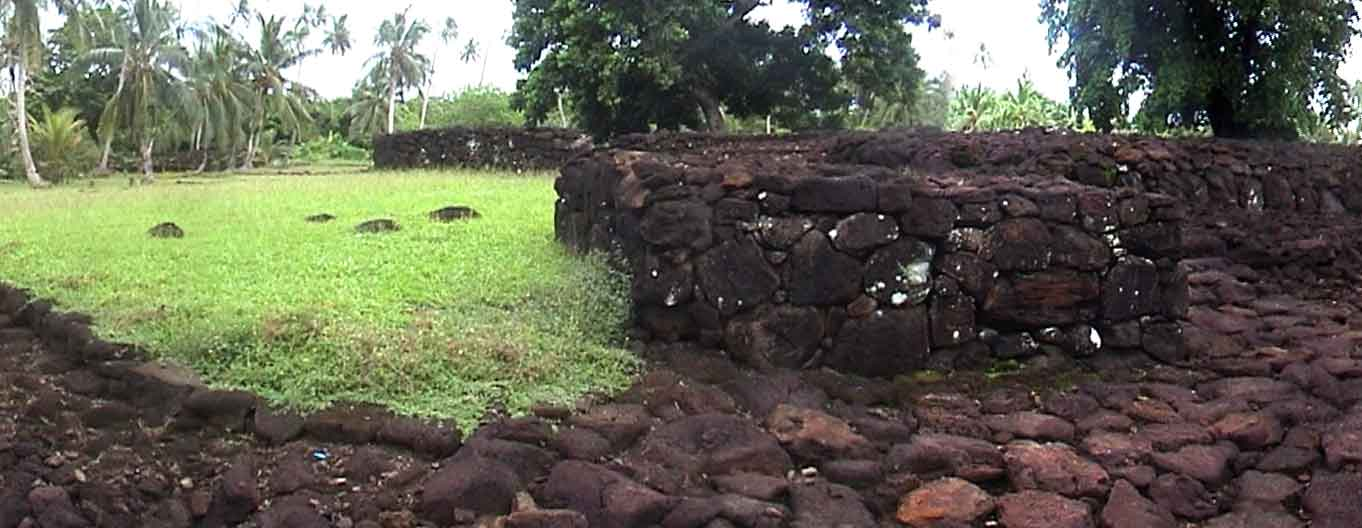
Ruines du fort du Talietumu, à Kolonui, qui servit de résidence aux chefs tongiens.

Après Tauloko succède le Tu'i Tonga Ga'asialili. Il entreprend de conquérir l'île de Uvea et partage le territoire avec trois chefs : Hoko, Kalafilia et Fakate. C'est l'apogée de la présence tongienne à Wallis. Pour asseoir leur domination, les Tongiens occupent et construisent de nombreux forts, renforçant les défenses avec des pierres volcaniques. Le fort le plus important est celui de Kolo Nui, au sud d'Uvea, encore visible aujourd'hui après restauration dans les années 1970 ; d'autres forts existent autour du lac Lanutavake et à Utuleve. Les Tongiens aménagent un grand réseau de routes pour relier toutes ces places défensives, signe d'une volonté de contrôler étroitement le territoire dans le district de Mu'a et de se protéger des chefferies indépendantes du nord (Hihifo). Cela montre également l'existence d'un pouvoir politique fort, capable de mobiliser la population wallisienne pour réaliser ces grands travaux. Uvea doit en outre envoyer une sorte de tribut à Tongatapu lors de la fête des prémices (inasi), en particulier des huîtres perlières, spécialité wallisienne.
Cette période est dite « des Forts » et dure de 60 à 100 ans. Elle s'arrête vers 1500, avec la mise en place d'un système politique dynastique calqué sur le modèle tongien : une chefferie de type pyramidal, avec à sa tête un hau (que les Européens traduisent improprement par « roi »). C'est à partir de la période dynastique, vers 1500, que débutent les généalogies des rois successifs de Wallis (Lavelua).
Après avoir imposé son pouvoir à Uvea, Ga'asialili s'installe à Alofi sur le mont Kolofau et part à la conquête de Futuna, mais il est tué par les Futuniens. Sa mort déclenche une guerre de succession entre les différents chefs tongiens à 'Uvea : « de multiples lignages de nobles rivaux d'origine tongienne s'affrontèrent pour le contrôle du pouvoir au cours des générations suivantes ».

##### Résistances du nord: la guerre du Molihina
Les Tongiens ne parviennent pas pour autant à imposer totalement leur domination et doivent composer avec des chefs locaux wallisiens. En outre, toute la partie nord de Wallis, Hihifo, résiste aux Tongiens et maintient son autonomie. Cette résistance entraîne de nombreux conflits, dont la guerre du Molihina, « guerre d'indépendance (...) contre la domination politique tongienne ». Des combattants venus du village d'Alele se heurtent aux guerriers du sud rassemblés autour du Tui Agalau : les guerriers du nord sont massacrés à Utuleve, au lieu-dit To'ogatoto, « les marais sanglants ». En représailles, les tongiens massacrent tous les habitants d'Alele. Ce récit de la tradition orale, recueilli par l'anthropologue Burrows en 1932, a surtout une valeur symbolique : en réalité, les conflits entre le nord et le sud se sont étendus sur de nombreuses années. La guerre mythique du Molihina et le massacre des marais sanglants constitue « l'un des épisodes les plus épiques » de la tradition orale wallisienne. Tout au long de l'histoire wallisienne, le district de Hihifo se distingue du reste de Wallis : lieu de résistance à l'envahisseur tongien, le nord garde encore au XXe siècle une volonté de se démarquer du sud de l'île d'Uvea.

##### Fin de l'emprise tongienne
Environ un siècle après la conquête tongienne, Uvea prend progressivement son autonomie vis-à-vis de Tonga, jusqu'à ce qu'un des Tu'i Tonga proclame l'indépendance de l'île. Néanmoins, Vienne et Frimigacci écrivent : « Les relations entre Uvea et Tonga ne cesseront, semble-t-il, qu'à l'arrivée en Océanie des missions chrétiennes rivales, voire ennemies, rassemblées chacune sous les bannières catholique ou protestante. ».

##### Interprétation des relations entre Wallis et Tonga
L'histoire de Uvea se caractérise donc par une forte influence exercée par les Tonga. La chefferie et la « royauté » wallisiennes sont calquées sur le modèle tongien. Sur le plan linguistique, le wallisien a intégré de nombreux éléments au tongien, rendant sa classification difficile au sein des langues polynésiennes : plus de la moitié du vocabulaire wallisien a été emprunté au tongien, selon Bruce Biggs. Même si Uvea est indépendante du royaume des Tonga depuis environ 1500, l'influence tongienne est resté forte jusqu'au XIXe siècle : les Tongiens envoient des chefs dans leurs anciennes dépendances, renforçant les liens familiaux avec les chefs wallisiens. De même, certains récits de la tradition orale wallisienne relatent que Wallis aurait été peuplée originellement par trois Tongiens (alors que les recherches archéologiques ont prouvé que des habitants étaient là bien avant la présence tongienne).
Christophe Sand estime que dès le départ, les Tongiens ont voulu imposer leur modèle culturel et asseoir leur domination politique et militaire sur toute l'île. Pour lui, il s'agit donc bel et bien d'une colonisation aux conséquences profondes sur la société wallisienne. Les Tongiens imposent par exemple leurs rites funéraires, leur langue et leur organisation sociale : « tout indique, d'après les données des traditions orales et les structures archéologiques relevées, la mise en place d'une organisation coloniale dans le sud d'Uvea ».
À l'inverse, Bernard Vienne et Daniel Frimigacci réfutent le terme de « colonisation tongienne ». En effet, Uvea n'a pas été intégrée politiquement dans l'espace tongien, et on ne peut d'ailleurs pas parler de Uvea comme une entité territoriale homogène : « son organisation s'apparente plutôt à celle d'une confédération de tribus plus ou moins autonomes et antagonistes ».

#### Relations de Uvea avec les autres îles de Polynésie et du Pacifique
Outre ses relations avec Samoa, rapidement éclipsées par celles avec Tonga, Uvea a également entretenu des rapports avec les atolls de Tokelau et de Tuvalu, ainsi qu'avec Rotuma.
Vienne et Frimigacci indiquent que Uvea a également pu être le point de départ du peuplement de plusieurs exclaves polynésiennes aux îles Salomon :
- Anuta ;
- Tikopia ;
- Rennell et Bellona.

Enfin, les Uvéens sont à l'origine du peuplement de l'île d'Ouvéa, dans les îles Loyauté (Nouvelle-Calédonie). Cette île est appelée Uvea lalo, « Uvea d'en bas », par opposition à 'Uvea mama'o, « Uvea lointaine » (du point de vue des habitants d'Ouvéa). Pour la linguiste Claire Moyse-Faurie, cette migration a eu lieu à une époque où l'influence tongienne était minime (au moins linguistiquement). À l'inverse, la migration vers Anuta « a dû avoir lieu à une époque plus récente, après que le faka'uvea ait subi l'influence du tongien »
Les populations polynésiennes nées de ces grands voyages océaniques ont donné naissance à plusieurs langues polynésiennes descendant (plus ou moins directement) du wallisien : l'anuta, le tikopia, le rennell-bellona et le fagauvea.

### Futuna

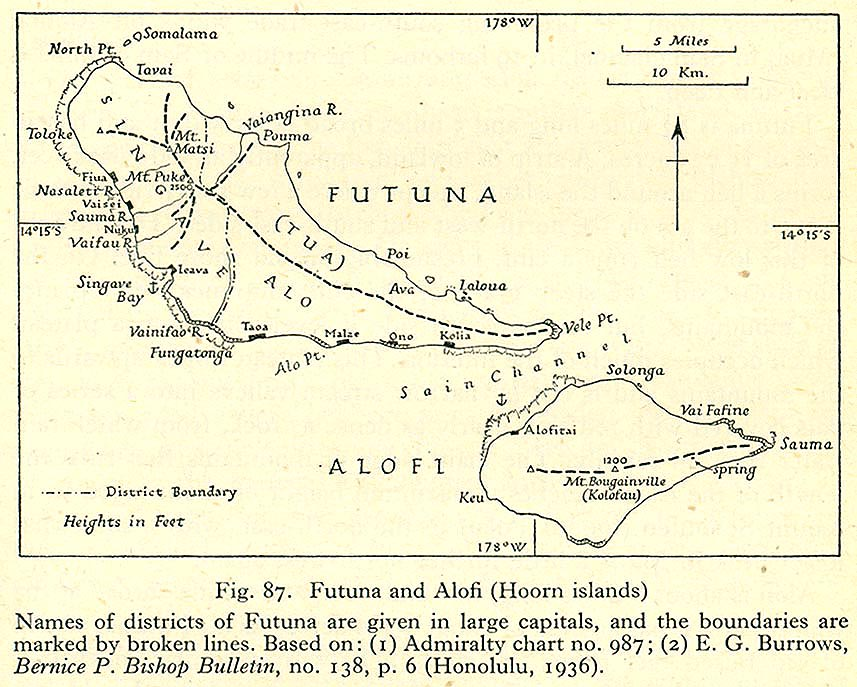
Carte de Futuna et d'Alofi.

Ce qui caractérise Futuna, c'est surtout son éloignement et son isolement au sein de l'océan Pacifique. Ne possédant pas de lagon, Futuna est en effet difficile d'accès par bateau. Angleviel et Moyse-Faurie écrivent : « Avant même l'arrivée des Occidentaux, Futuna était perçue comme une île difficile d'accès et dont les habitants ne visitaient qu'occasionnellement leurs voisins ». Néanmoins, Futuna a subi l'influence des îles Samoa. La langue samoane et la langue futunienne présentent des similitudes très fortes. De même, plusieurs conflits ont opposé les Futuniens aux Tongiens. Futuna a également été en contact avec des îles de l'archipel des Fidji.
L'histoire futunienne se divise en trois grandes périodes :
- le temps de la « terre noire » (en futunien Kele 'Uli) (env. 800 av. J.-C. - 700) ;
- le temps de la « terre ocre » (Kele Mea) (env. 700-1700) ;
- le temps de la « terre brune » (Kele Kula) (1700-aujourd'hui).

#### Le temps de la terre noire
Le temps de la « terre noire » (en futunien Kele 'Uli), correspondant à l'arrivée des premiers habitants à Futuna vers 800 av. J.C. et se termine vers l'an 700. On peut le comparer à la préhistoire.

#### Le temps de la terre ocre
Vient ensuite le temps de la « terre ocre » (Kele Mea), en référence à la terre ocre des plateaux montagneux sur lesquels la population futunienne s'installe : face à la poussée tongienne dans la région, les habitants sont forcés de se replier vers l'intérieur des terres et construisent de nombreux forts (kolo). Vienne et Frimigacci en ont dénombré trente-cinq. À l'époque, Futuna est donc morcelée en de multiples groupes rivaux qui s'affrontent régulièrement, même si certains ont noué des alliances en cas de danger commun (les envahisseurs tongiens, par exemple). Ainsi, les Futuniens réussissent à repousser l'expédition de Kau'ulufonua fekai au XVe siècle. Cette période, marquée par l'insécurité et plusieurs affrontements avec les Tongiens, se termine vers 1700.

#### Le temps de la terre brune
Enfin, la dernière période est celle de la « terre brune », (Kele Kula), en référence à la terre brune des tarodières : les habitants quittent les montagnes pour s'installer de nouveau en bord de mer. Durant cette phase, les différentes entités politiques indépendantes et rivales de Futuna vont progressivement s'unifier. Les différentes places fortes (kolo) se rassemblent autour de chefs. Lorsque les missionnaires maristes débarquent à Futuna en 1837, il ne reste plus que deux entités politiques rivales : le royaume de Sigave et celui de Tu'a, bientôt renommé en royaume d'Alo.

##### La guerre de Vai (août 1839)
La guerre de Vai est la dernière guerre que Futuna ait vécu. Elle fixe les frontières entre les deux royaumes et consacre la victoire du royaume d'Alo, dirigé par Niuliki. Profitant du passage d'un navire baleinier australien, les Futuniens des deux camps échangent des cochons contre des fusils, ce qui leur permet de disposer d'armes à feu pour la bataille qui se déroule le 10 août 1839 de part et d'autre de la rivière Vai. Le royaume de Alo en sort vainqueur (malo) et Sigave est pillé. Le missionnaire Pierre Chanel en est le témoin et soigne les nombreux blessés qui reviennent du champ de bataille. Après la guerre du Vai, Niuliki devient roi de l'ensemble de Futuna jusqu'à sa mort en 1842.
Les deux royaumes coutumiers de Alo et de Sigave, avec à leur tête un 'aliki sau, sont reconnus officiellement lorsque Wallis-et-Futuna devient un territoire d'outre-mer en 1961.

#### Les Chinois (Tsiaina) à Futuna, une invention occidentale?

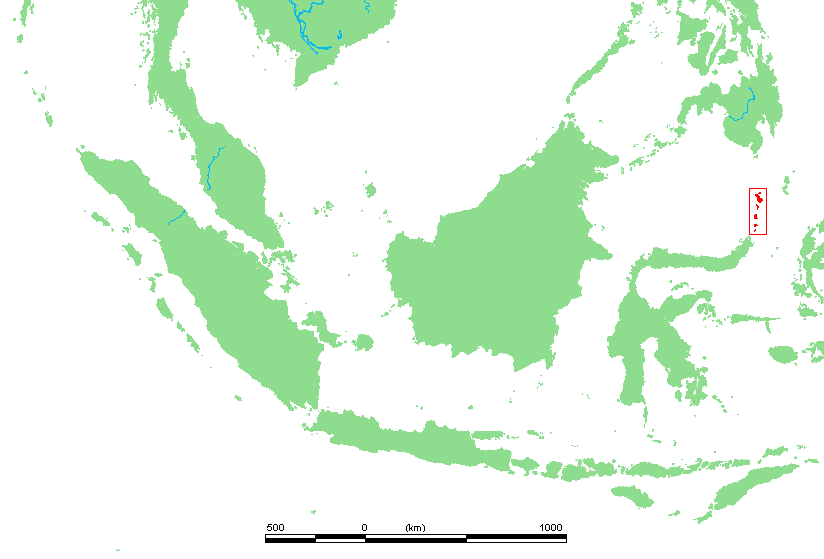
Autour du XVIIe ou XVIIIe siècle, des populations venues d'Asie du Sud-Est (peut-être des îles Sangir, ici en rouge) débarquent à Alofi. La tradition futunienne les appelle Tsiaina. La réalité de cette migration est encore débattue.

Depuis environ 1875 circule à Futuna un récit repris dans la tradition orale futunienne : des Chinois, ayant fait naufrage, auraient débarqué vers le XVIIIe siècle sur l'île d'Alofi. Accueillis par la population futunienne, ils se métissèrent parmi les habitants et, selon les versions, leur apprirent de nouvelles techniques d'agriculture et de construction, mais finirent par être tous massacrés par les Futuniens. Cet épisode est resté dans la tradition orale futunienne comme le débarquement des « Chinois » (Tsiaina). Pour l'anthropologue E.G. Burrows, les Chinois étaient plus vraisemblablement des Micronésiens (sans doute provenant des îles Marshall).
Volker Harms s'est livré à une analyse détaillé de cet épisode et a émis de forts doutes quant à son authenticité. En recoupant les différentes sources, Harms conclut que cette tradition orale a été inventée de toutes pièces par les Européens. La confusion vient sans doute du mot futunien Tsiaina, qui fit croire à un Occidental anglophone présent sur l'île qu'il s'agissait de la traduction de China (Chine) en anglais. De là fut créé l'histoire du débarquement des « Chinois » à Futuna.
Au contraire, Robert Langdon estime que ces Tsiaina ont bel et bien débarqué à Futuna, vers le XVIIe siècle. Ils venaient probablement d'Asie du Sud-Est (peut-être des îles Sangir), leur voyage ayant été favorisé par le phénomène El Niño d'une intensité exceptionnelle cette année-là. Ce phénomène météorologique se caractérise par l'absence de pluie. En conséquence, les Tsiaina s'empressèrent de creuser un puits pour obtenir de l'eau, ce qui est confirmé par les différentes traditions orales. Pour Robert Landgon, ces Tsiaina ont apporté plusieurs innovations : le tambour en bois (le lali), une nouvelle manière de fabriquer le tapa (tissu végétal) et l'amélioration des techniques agricoles avec des tarodières irriguées. Langdon estime que ces Tsiaina, originaires d'une société asiatique hautement stratifiée, ont également introduit le langage honorifique dans la langue futunienne. Ces asiatiques ont eu une influence politique très forte à Futuna et plusieurs de leurs descendants sont partis dans les différentes îles de Polynésie, propageant ces innovations techniques et linguistiques aux îles alentour. Leur présence s'est étalée sur plusieurs générations.

## Premiers contacts avec les Européens

### Premiers explorateurs européens

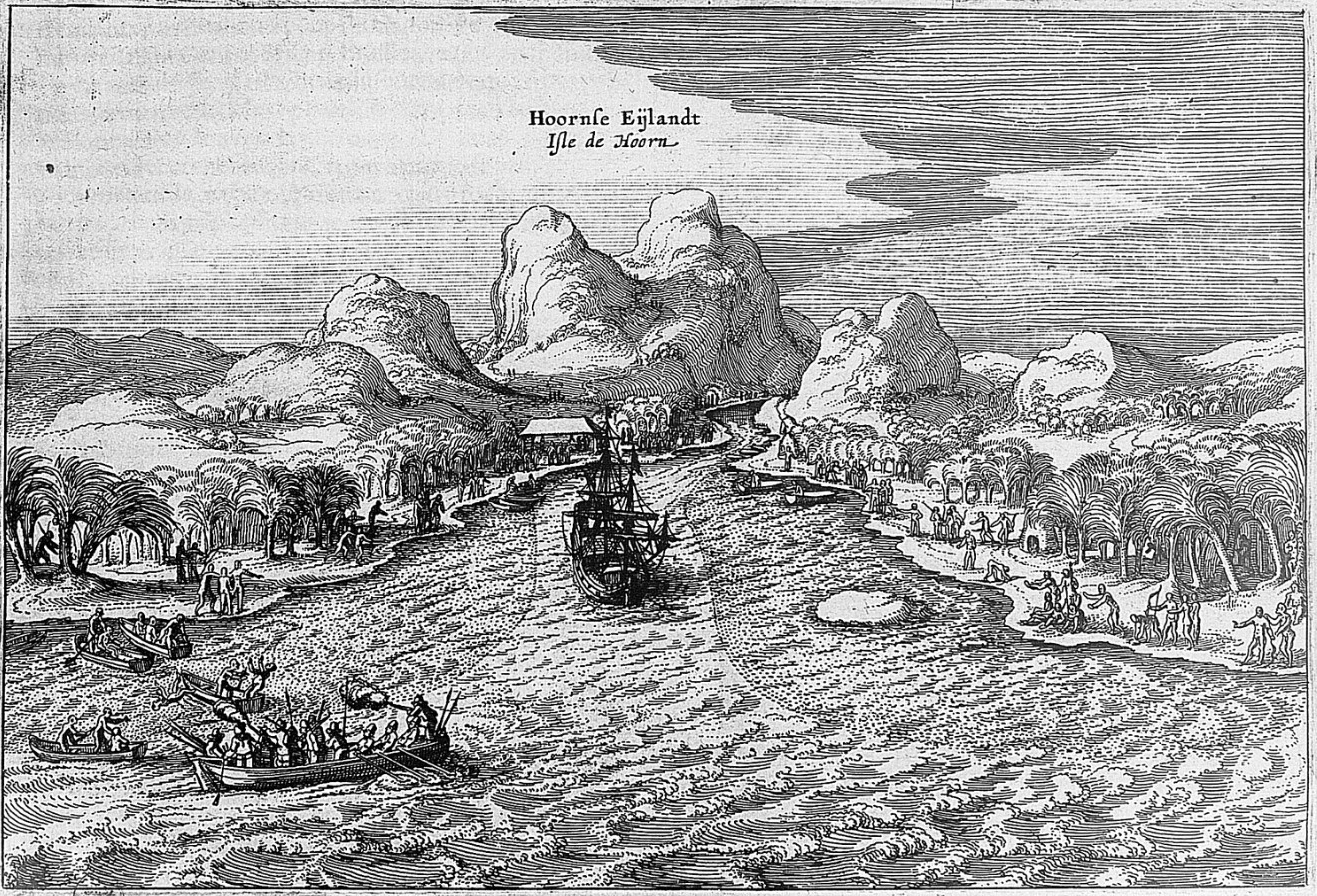
Cette gravure de 1618 montre l'équipage de Willem Schouten tentant d'échapper aux pirogues des futuniens. Les hollandais sont les premiers européens à aborder Futuna en 1616.

Le premier contact de Futuna avec des Européens a lieu en 1616 : les Hollandais Willem Schouten et Jacob Le Maire, sur l'Eendracht (350 tonneaux) et le Hoorn (100 tonneaux), jettent l'ancre le 21 mai 1616 et abordent Futuna en chaloupe le 22 mai 1616. Ils baptisent les deux îles Futuna et Alofi îles de Hoorn en référence à leur port d'embarquement. Ils restent environ 8 jours sur l'archipel avant de repartir vers la Nouvelle-Guinée et les Moluques. Louis-Antoine de Bougainville atteint Futuna le 11 mai 1768 et, frappé par son isolement, la nomme « l'enfant perdu du Pacifique ».

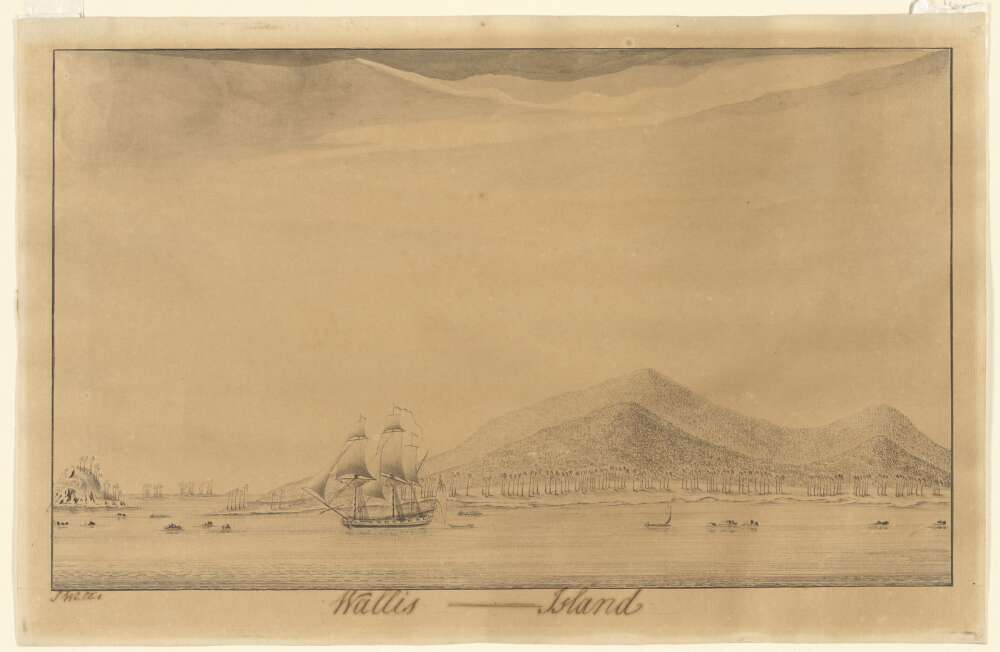
En 1767, le capitaine britannique Samuel Wallis aborde l'île d'Uvea, qui reçoit son nom. Dessin réalisé par Samuel Wallis mentionnant « Wallis Island », vers 1767.

L'île de Wallis n'est visitée par les Européens que 150 ans après Futuna. Le 17 août 1767, le Britannique Samuel Wallis, capitaine du Dolphin, de retour de Tahiti, aborde l'île mais n'y débarque pas, du fait de l'hostilité des Wallisiens. L'équipage donne son nom à l'île. Les autochtones la nomment Uvéa (en wallisien 'Uvea), nom encore très utilisé. Selon Raymond Mayer, Samuel Wallis n'est pas passé au sud par la passe Honikulu, mais serait arrivé au niveau du district nord de Hihifo, en passant par la passe Fatumanini ou la passe Fugauvea.
En 1781, une expédition espagnole conduite par le capitaine Francisco Antonio Mourelle de la Rúa aborde 'Uvea (ou Futuna)[pas clair], qui est baptisée Consolación. Le 5 août 1791, le capitaine Edward Edwards, à la poursuite des révoltés du Bounty, s'arrête à Wallis. il tente d'offrir des cadeaux aux habitants, mais les Wallisiens s'enfuient par peur,.
Loin des routes empruntées par les navires européens, Uvea et Futuna restent longtemps en marge des contacts qui deviennent à cette époque de plus en plus nombreux entre Océaniens et Occidentaux dans le reste de la Polynésie, ce qui explique notamment qu'elles aient pu maintenir de nombreux traits culturels jusqu'à aujourd'hui et qu'elles n'aient pas subi de véritable colonisation.
Lors du contact avec les Européens, Uvea et Futuna étaient relativement peu peuplées : Patrick Kirch estime que Uvea comptait 4 000 habitants et Futuna 2 000 environ, soit moins que les îles voisines (à titre de comparaison, Tonga comptait à la même époque environ 40 000 habitants).

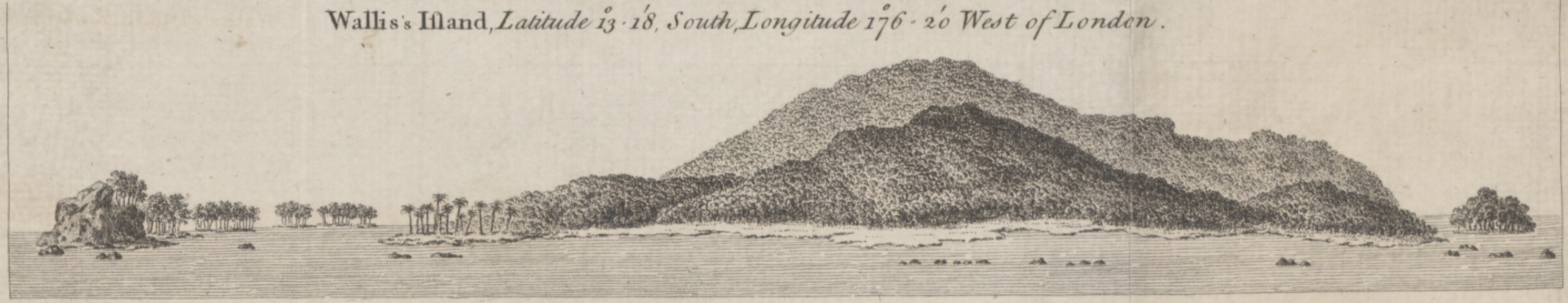
Vue de l'île de Wallis en 1773 par le capitaine Cook. L'îlot rocheux de Nukufotu est visible sur la gauche : il s'agit du nord de l'île, dans le district de Hihifo. Le relief de l'île a été exagéré.

### Le temps des baleiniers et desbeachcombers

Au XIXe siècle, le district de Mu'a fut souvent visité par des navires européens. En 1831, un commerçant tenta même de s'implanter sur l'îlot de Nukuatea, en face de la passe Honikulu.

Au cours du XIXe siècle, des beachcombers (« écumeurs des plages »), matelots déserteurs, commencent à arriver à Wallis et à Futuna. D'après Frédéric Angleviel, le premier navire européen connu accoste à Wallis en 1825 ; d'autres baleiniers suivront en 1828. Les chefs du sud de Wallis, là où abordent les bateaux, acquièrent assez rapidement un pouvoir important. Certains Wallisiens maîtrisent même l'anglais et peuvent donc contrôler le commerce avec l'extérieur. Cela ne manque pas de déstabiliser le Lavelua, souverain de l'île. À la même époque, certains marins commencent à s'installer durablement sur Uvea. Cette période dure trente-six ans. Entre 1825 et 1858, 110 passages de navires occidentaux ont été enregistrés à Wallis. D'après Frédéric Angleviel, « ces beachcombers ou « batteurs de grève » s'intègrent progressivement à la société wallisienne tout en bénéficiant de leur statut d'Européens. ». Accueillis par la population locale et servant d'intermédiaire avec les navires de passage, leur nombre reste cependant limité (une dizaine tout au plus). Certains voyagent entre Wallis, Futuna et Fidji et se marient parfois avec des femmes autochtones.
Les rencontres entre marins occidentaux (pour la plupart anglais ou américains) et polynésiens ne sont pas sans heurts, et aboutissent parfois à des massacres.
En 1830, le commerçant hawaïen George Marina (ou Manini), métis espagnol, débarque à Wallis. Il emmène le chef Takala et plusieurs Wallisiennes jusqu'à Hawaï, où il recrute un équipage pour la pêche des holothuries (bêches de mer). Il revient à Wallis au début de 1831, à l'îlot Nukuatea, qu'il achète au chef Takala en échange de pacotille (couteaux, haches, tissus et autres objets divers). Marina et son équipage hawaïen installent sur l'îlot une grande maison, un atelier de préparation des bêches de mer et des huttes pour loger les travailleurs. « Dès lors, les Européens se considèrent propriétaires à la mode occidentale de l'île et essayent de s'en réserver l'usage. Or, ce mode de possession exclusif n'existe pas dans la société traditionnelle wallisienne et les altercations commencent ». Rapidement, la situation dégénère en conflit armé. Marina et ses hommes attaquent la résidence royale, occasionnant plusieurs morts. Le chef Takala est nommé Lavelua et « les aristocrates de Hahake [sont] humiliés et réduits à la servitude ». Cependant, la population wallisienne n'accepte pas son autorité et Vaimua Takumasiva redevient le roi de Wallis. La victoire de Marina est de courte durée : fin janvier 1832, il est assassiné et une grande partie des hawaïens sont massacrés.

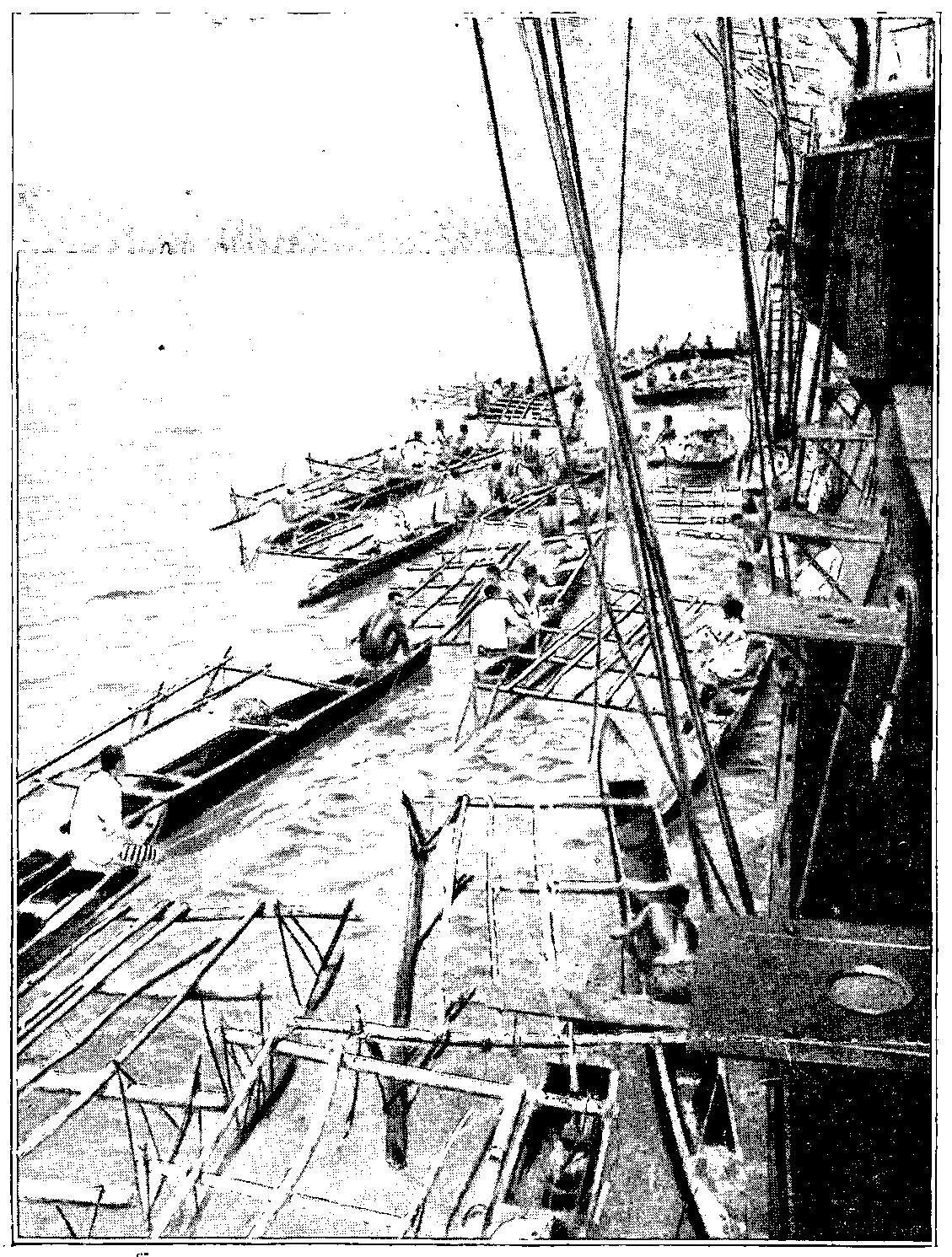
Des pirogues à balancier wallisiennes accostent un navire français, 1900.

L'année suivante, un nouveau massacre a lieu. Le 26 mars 1832, le baleiner britannique Holdham mouille à Wallis. En réponse au vol des vêtements de marins par les Wallisiens, les hommes d'équipage pillent le village de Fagatoto et s'en prennent violemment aux habitants. De plus, le capitaine, sous l'emprise de l'alcool, annonce qu'il veut tuer le roi. Ces agressions entraînent la vengeance de Takala et de ses hommes, qui attaquent le navire le 12 avril. Armés de haches et d'armes à feu, ils tuent presque tous les hommes d'équipage du Holdham,.
Le lendemain, un navire américain découvre la tuerie et prévient un navire de guerre britannique, le H.M.S. Zebra. Ce sloop arrive à 'Uvea en juin 1832 et bientôt des échanges de tirs ont lieu : plusieurs Wallisiens sont tués, dont Takala. Les marins britanniques sont ensuite reçus par le Lavelua, et sous la menace des armes, les Wallisiens rendent les objets qu'ils ont pillé dans la cargaison du Holdham. Les vexations subies par les Wallisiens avec George Marina expliquent en partie pourquoi, après avoir été pillés par les marins anglais, les Uvéens se sont vengés aussi violemment.
Pour Frédéric Angleviel, ces contacts et intrusions ont eu des conséquences profondes sur les sociétés wallisienne et futunienne : « révolutions techniques (fer, armes à feu, verre, tissu), introduction de nouvelles espèces animales (cheval, bovin, chat), bouleversements religieux, culturels, socio-économiques et politiques, et choc microbien (long isolat, maladies inconnues en Océanie) ».
La présence européenne à Wallis-et-Futuna n'est cependant significative qu'au XIXe siècle avec l'arrivée de missionnaires catholiques.

## Conversion au catholicisme

### Tentatives tongiennes sur Uvea (1835-1836)
Le roi tongien George Tupou Ier, baptisé par des missionnaires wesleysiens, voit dans la religion protestante un moyen pour reprendre le contrôle des îles anciennement conquises par l'empire Tu'i Tonga au XVe siècle : Rotuma, Niue, Lau (aux Fidji) et Uvea. Les Tongiens sont donc les premiers à tenter d'introduire le christianisme à Wallis : une expédition est lancée en 1835 par le chef de Niuatoputapu, Gogo Ma'atu. En dépit d'un début prometteur (80 convertis), le Lavelua refuse de se soumettre à la puissance tongienne et les Niuans sont rapidement massacrés par les Wallisiens. Une deuxième expédition tongienne échoue également, et pousse les autorités coutumières à interdire l'adoption d'une religion apportée par des Océaniens : « les Tongiens ne doivent pas (...) apporter la religion des Papalagi [Occidentaux] à Uvea. Si une nouvelle religion papalagi devait être introduite à Uvea, il faudrait d'abord discuter avant de l'accepter » (Henquel, 1908).

### Conversion de l'île de Uvea (1837-1842)
En 1836, des prêtres de la région lyonnaise créent la Société de Marie, avec comme but l'évangélisation catholique de l'Océanie.

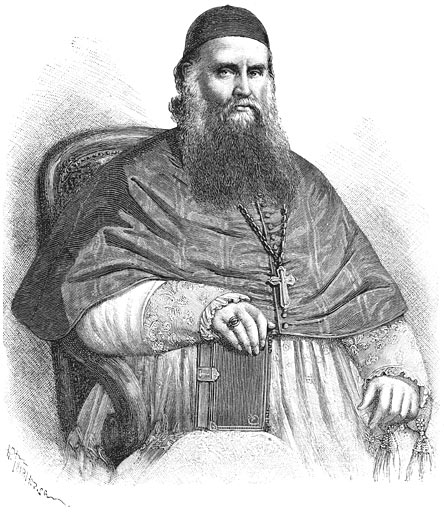
Monseigneur Bataillon, missionnaire de la Société de Marie, évangélise Wallis à partir de 1837 et la transforme en véritable théocratie missionnaire.

Le 1er novembre 1837, deux missionnaires maristes arrivent à Wallis : le père Pierre Bataillon et le frère Joseph Xavier. Aidés par un interprète protestant qui parle wallisien, les missionnaires obtiennent la permission du Lavelua (roi) Soane Patita Vaimu'a de rester sur l'île, officiellement pour apprendre la langue locale. Après une semaine, la goélette repart vers Futuna. À l'époque, trois Européens résident à Wallis, deux Français et un Anglais : les missionnaires ne sont donc pas les premiers étrangers sur l'île. Les maristes gagnent à leur cause le chef de Mu'a, Tu'ugahala. Pour Angleviel, le soutien de Tu'ugahala met en évidence les luttes d'influence entre chefs wallisiens, plus qu'une réelle adhésion religieuse. Dès 1838 ont lieu les premiers baptêmes, mais ils restent limités car les wallisiens ne souhaitent pas se convertir, en premier lieu le Lavelua. Pendant cette période, le père Bataillon rédige un dictionnaire et une grammaire du wallisien.
Assez rapidement cependant, le roi se fâche de l'influence qu'ont pris les missionnaires et organise des expéditions punitives pour tous ceux qui se sont convertis. Des chrétiens sont tués, leurs plantations razziées. Pooi, un fils du roi, s'oppose aux missionnaires.
La petite communauté chrétienne (300 personnes) se réfugie alors sur l'îlot de Nukuatea, au sud de Wallis, où ils bénéficient de la protection du chef Tangahala. Le père Bataillon rallie le kivalu (premier ministre coutumier) à son camp, et le 19 octobre 1840, les nouveaux chrétiens se présentent en armes à Te'esi. Ce conflit dépasse largement la question religieuse et est bien plus une lutte d'influence entre deux factions opposées. Finalement, l'armée royale se retire sans combat et Tu'ugahala, accompagné de Pierre Bataillon, fait le tour des villages en vainqueur et rallie la plupart des villages. Le chef Pooi, partisan de l'ancienne religion, quitte l'île avec ses partisans pour Vava'u aux Tonga.
En octobre 1840, la majorité de la population wallisienne s'est convertie : les missionnaires s'emploient à les christianiser avant de pouvoir les baptiser. Quatre églises sont construites. Pour accélérer la conversion des Wallisiens, le père Bataillon fait détruire les idoles païennes (nommées atua muni en wallisien).
Le Lavelua (Soane Patita Vaimu'a) est baptisé le 30 octobre 1842. Cela finit d'achever la conversion de la population wallisienne. Néanmoins, en 1844, le chef Pooi revient de Vavau avec des tongiens protestants : une guerre coutumière éclate et dure jusqu'en 1851. Le conflit se conclut par le départ d'une centaine de protestants ou sujets de Pooi qui fondent leur propre communauté aux Tonga.

### Conversion de Futuna et guerre du Vai

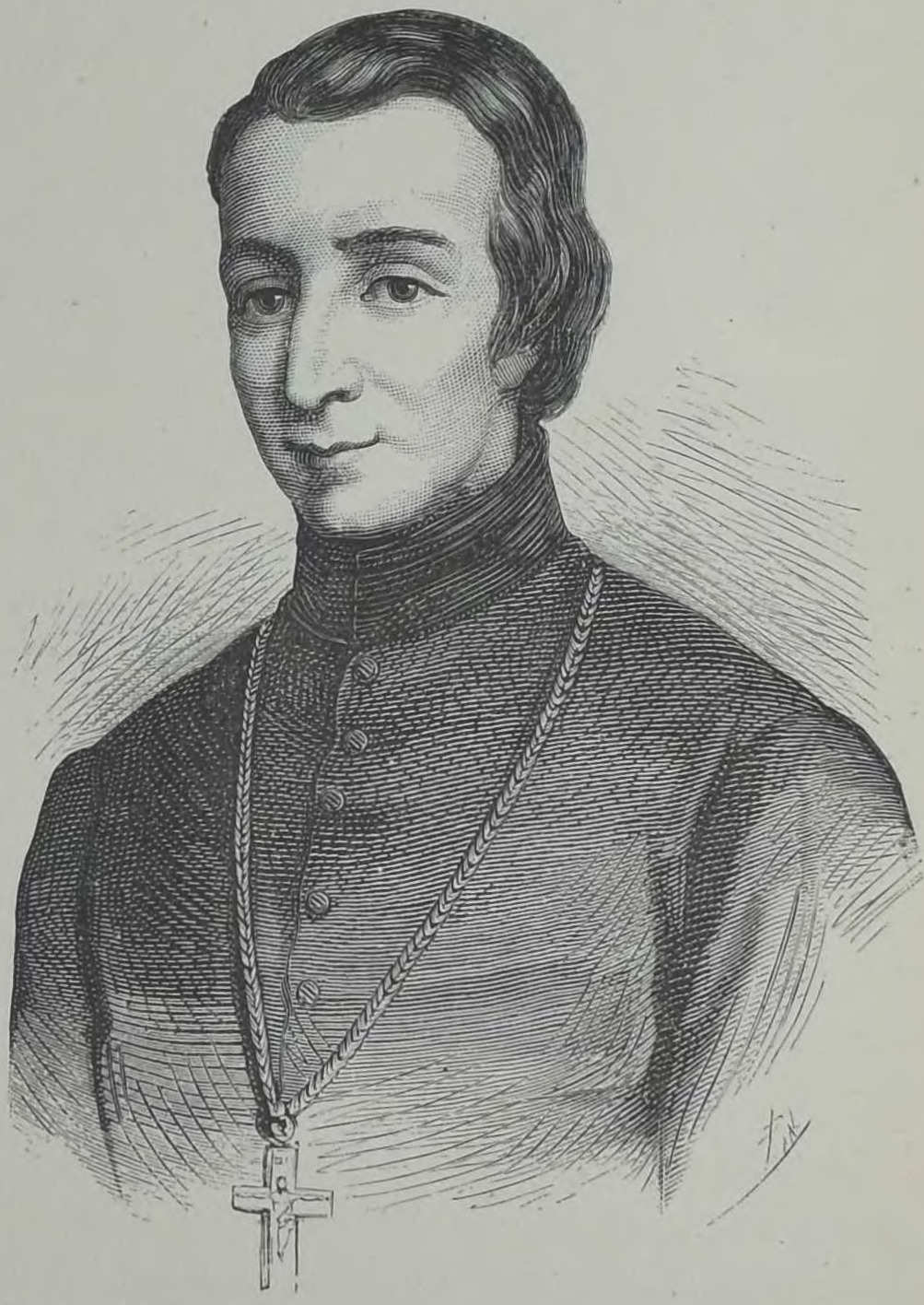
Pierre Chanel arrive à Futuna en 1837 et convertit la population locale avant d'être tué par Musumusu. Il devient le premier martyr catholique de l'Océanie.

Le 7 novembre 1837, deux autres missionnaires sont déposés à Futuna, dont le père Pierre Chanel. Ce dernier arrive à convertir une partie de la population futunienne et réside chez le chef de Alo, Niuliki. Après la victoire de ce dernier lors de la guerre de Vai (juillet-août 1839), le père Chanel est de moins en moins accepté par une partie des nobles, notamment car il s'oppose à la religion traditionnelle. Il est tué par Musumusu, un parent de Niuliki (devenu roi de Futuna), le 28 avril 1841. Ses effets personnels sont pillés et la maison des missionnaires détruite.
Le frère mariste Marie Nizier se réfugie avec cinq autres européens dans les montagnes de Sigave. Craignant pour leur vie, ils parviennent à quitter Futuna le 11 mai 1841 sur un baleinier. Ils débarquent à Wallis et repartent vers Futuna avec une goélette et une corvette française. Ils arrivent sur l'île le 26 janvier 1842, accompagnés de Sam Keletaona. Entre-temps, la situation politique a profondément changé : le roi Niuliki est mort, Musumusu a pris sa place mais craint des représailles. Très rapidement, toute la population de Futuna se convertit au catholicisme,. Les vaincus de Sigave voient dans les missionnaires des étrangers qui peuvent apporter un appui face à Alo. Monseigneur Pompallier débarque à Futuna le 28 mai 1842 avec le roi de Wallis (Lavelua) et ses partisans. Ils sont reçus par Musumusu, mais très vite ce dernier est remplacé par Sam Keletaona, que les missionnaires soutiennent. 117 Futuniens sont baptisés.

### L'établissement d'une théocratie missionnaire
La conversion de Wallis et de Futuna ne s'est pas faite uniquement pour des motifs religieux, mais obéit également à des facteurs politiques. Les chefs coutumiers wallisiens ont vu dans le catholicisme apporté par des Français un moyen de lutter contre l'influence des Tongiens protestants ; à Futuna, la conversion de la population s'inscrit dans la lutte entre les deux royaumes d'Alo et de Sigave. Cette période correspond également à une concurrence missionnaire dans tout le pacifique entre catholiques et protestants.
L'arrivée des missionnaires et la conversion des populations locales au christianisme entraîne de profondes transformations au sein des sociétés wallisienne et futunienne. Tout d'abord, la religion traditionnelle disparaît, absorbée par le catholicisme. Les prêtres et prêtresses traditionnels sont remplacés par les missionnaires ; la cérémonie du kava, autrefois dédiée aux divinités traditionnelles, est dédiée au Dieu des chrétiens. Cependant, les missionnaires ne détruisent pas la culture pré-chrétienne : au contraire, ils prennent soin de préserver la coutume pour y intégrer le christianisme. Pour Dominique Pechberty et Epifania Toa, il s'agit donc d'un véritable syncrétisme,.
C'est également la fin des beachcombers : la mission catholique s'évertue à éloigner ces « corrupteurs de mœurs » et met en place un très fort contrôle des mœurs. Les missionnaires interdisent également les voyages en haute mer (tāvaka) afin d'isoler les îles des influences extérieures, notamment les protestants. C'est pendant cette période que les liens historiques unissant Wallis, Futuna et les îles alentour (Tonga, Samoa, Fidji, etc.) sont progressivement stoppés. Wallis-et-Futuna sont peu à peu coupées du monde extérieur.

#### Un fort contrôle social et une nouvelle organisation politique

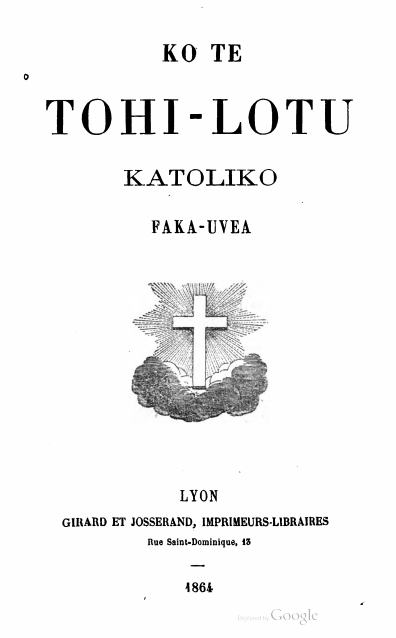
Livre de prières en wallisien, écrit par Monseigneur Bataillon et édité en 1864 à Lyon par les pères maristes.

Le père Bataillon est à l'origine du premier code écrit de lois de Wallis, publié en 1870 (Tohi Fono o Uvea) et adopté le 20 juin 1870. Frédéric Angleviel indique qu'il sert de constitution et de loi jusqu'aux années 1960. D'après Sophie Chave-Doarten, ce code « [impose] définitivement des règles de vie d'inspiration chrétienne à la population wallisienne ». Un contrôle social très fort est ainsi imposé à l'ensemble de la population wallisienne. Pour Jean-Claude Roux, en effet, « l'ordre moral a été le souci constant de la mission Mariste dès (...) son établissement ». Différentes amendes sont prévues pour l'adultère, le vol, etc. Les maristes interdisent également la polygamie, courante dans la société wallisienne, mais n'arrivent pas à l'éradiquer totalement.
À la même époque, les maristes mettent en place le premier système d'éducation à Wallis. Il s'agit de contrôler la jeunesse et de la soustraire à l'influence jugée néfaste de leur famille, afin de leur transmettre une éducation chrétienne. Les enfants wallisiens apprennent à lire et à écrire en wallisien (les missionnaires sont les premiers à codifier la langue wallisienne) et apprennent des chants religieux. Dans l'esprit des missionnaires, « il était inutile d'avoir une formation moderne, de parler le français ou l'anglais (...). Par contre, lire les livres religieux (...), les catéchismes, chanter les chants latins étaient les buts recherchés de cette éducation édifiante », écrit Jean-Claude Roux. Une imprimerie est créée à Lano (district de Hihifo) en 1843, ce qui permet l'édition de livres à Wallis.
Fixant de nouvelles règles pour la transmission des terres, le code du père Bataillon fixe également l'organisation politique de la chefferie wallisienne « afin de juguler les ambitions des principaux chefs et d’organiser des institutions comparables à la royauté française ». L'intention des pères maristes est donc de mettre fin aux luttes de pouvoir entre les chefs et apaiser la situation politique, tout en contrôlant les mœurs de la population wallisienne.

## Le temps du protectorat (1888-1961)

### Installation du protectorat français

#### Premières demandes infructueuses (1842-1847)

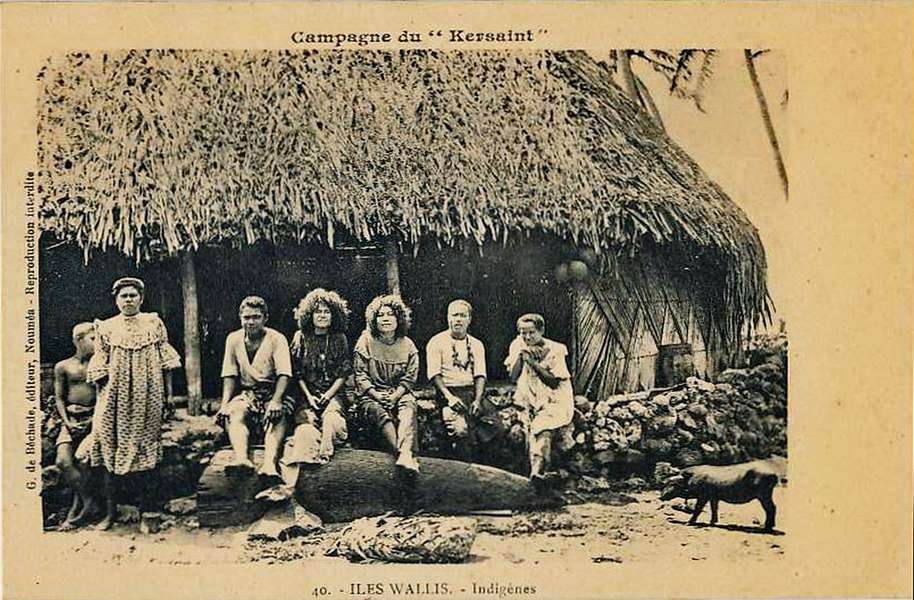
Groupe de wallisiens devant leur fale au début du XXe siècle.

Le milieu du XIXe siècle en Océanie est marqué par les luttes d'influences entre les grandes puissances européennes, à la fois sur les plans stratégique, commercial et religieux (protestants contre catholiques).
Sous l'influence des pères maristes, le souverain wallisien fait une première demande de protectorat à la France en février 1842, puis en octobre de la même année : le Lavelua transmet (par l'intermédiaire des missionnaires) ces demandes aux différents capitaines de navires qui accostent à Wallis. Pour Jean-Claude Roux, « la nécessité de protection des missionnaires maristes fit que la Marine française s'attribua de facto un droit de regard sur les affaires de Wallis et Futuna ». La Marine française cherchait à l'époque à augmenter les ports où ses navires pouvaient faire escale.
Mais la France refuse initialement cette demande de protectorat, car une crise diplomatique a éclaté avec l'Angleterre, dite « affaire Pritchard », autour du protectorat établi à Tahiti : les annexions françaises dans le Pacifique s'arrêtent alors pour quelque temps pour apaiser les Britanniques.
Dans les années 1880, la situation diplomatique et stratégique change. Wallis-et-Futuna jouissent d'un regain d'intérêt auprès du ministère des Colonies, et les visées tongiennes sur Uvea inquiètent de plus en plus les Wallisiens. En 1881 et 1884, la reine de Wallis, Amelia Tokagahahau (fille du Lavelua Soane Patita Vaimu'a) réitère sa demande de protectorat aux officiers français qui font escale à Wallis. Ce n'est qu'en 1886 que la demande de protectorat auprès de la France aboutit enfin.

#### Création du protectorat (1887)

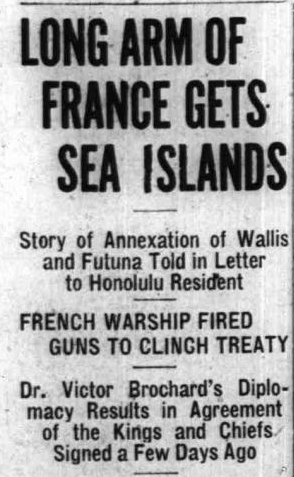
Cet article du Honolulu Star-Advertiser s'inquiète du projet d'annexion de Wallis-et-Futuna par la France en 1913 : « la France étend son bras jusque dans les îles ». Mais l'annexion ne sera pas mise en œuvre.

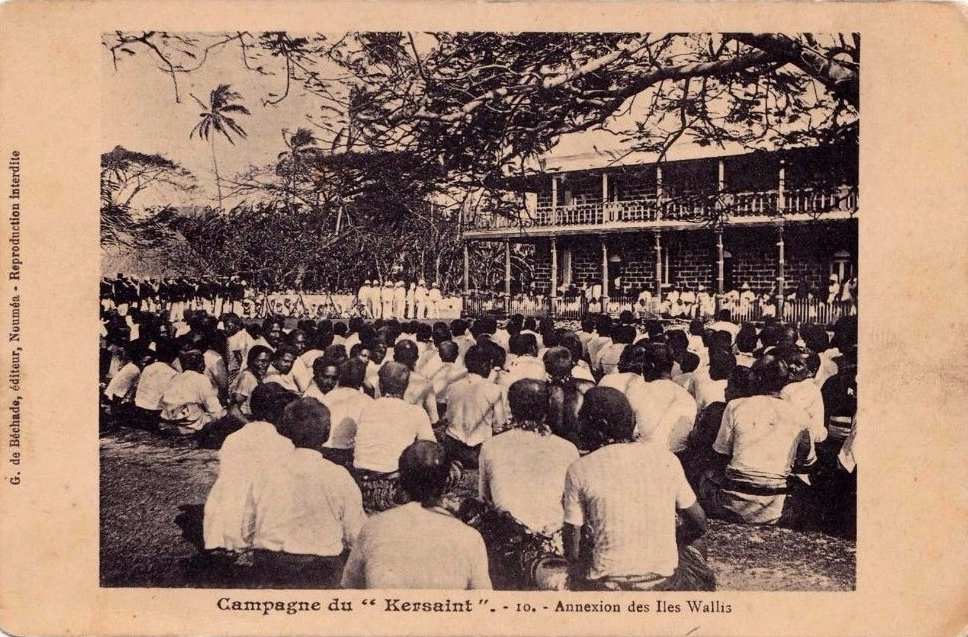
Le 22 juin 1913, les officiers du croiseur français Kersaint organisent une cérémonie d'« annexion » des îles Wallis, levant le drapeau français devant le palais royal (photo) à Mata-Utu. Mais cette annexion sera rejetée par la France en 1922.

La reine Amélia signe un traité de protectorat ratifié par la France le 5 avril 1887. Le 29 novembre de la même année, les rois de Sigave et de Alo demandent eux aussi leur rattachement à la France. Les souverains de Futuna et Wallis gardent toute leur autorité coutumière sur leurs sujets : ce n'est donc pas à proprement parler une conquête ou une colonisation. Le premier résident de France arrive à Wallis en 1888. Le protectorat de Wallis-et-Futuna est alors créé.
Ce rattachement s'inscrit dans le contexte de compétition entre la couronne britannique et la France dans le Pacifique, après l'annexion anglaise des Fidji en 1874 qui brise l'équilibre précaire entre les deux nations, les Français souhaitent eux aussi affirmer leur position dans l'Océanie lointaine. Il est souhaité par les maristes, qui veulent avoir la protection de la France. Mais pour Jean-Claude Roux, en 1900 « Wallis et Futuna ne présentaient plus une quelconque valeur stratégique ». Ce n'est qu'à la fin des années 1890 que les deux îles présentent un petit intérêt économique avec la production de coprah. Pour Filihau Asi Talatini, « sans la mission catholique, la France ne serait pas présente dans l'archipel ».
Wallis-et-Futuna sont rattachées à la Nouvelle-Calédonie, mais restent en pratique très autonomes.

#### Le traité de protectorat de 1910 et la tentative d'annexion (1913)
Un nouveau traité de protectorat est signé le 19 mai 1910. Le texte, valide jusqu'en 1961, limite les pouvoirs du roi de Wallis, mis en situation de sujétion par rapport au résident, et ceux des missionnaires. Ce nouveau traité de 1910 est censé préparer à l'annexion, demandée officiellement par le roi en 1913 (sous l'influence du résident Victor Brochard), mais elle n'aboutit pas. En 1922, l'annexion est jugée trop coûteuse par la France et est abandonnée. L'annexion devient en France un projet de loi en 1917, voté par la Chambre des députés en 1920 mais refusée par le Sénat en 1924.

### Administration française, mission catholique et chefferie traditionnelle

#### À Futuna
Il n'y a pas à proprement parler de colonisation à Wallis-et-Futuna, le pouvoir du résident français se limitant aux affaires extérieures. Le résident habite Wallis et ne visite Futuna que quelques jours au total durant sa mission. Futuna reste donc très isolée et relativement indépendante du pouvoir politique français. Cette situation se poursuit jusqu'aux années 1960, l'administration ne s'installant à Futuna qu'en 1959. Cette situation rend également difficile la connaissance de l'histoire locale futunienne, du fait du peu d'archives écrites disponibles, tandis que l'histoire de Wallis à cette époque est connue avec précision. Cette situation est caractéristique de la relation inégale entre Wallis et Futuna, cette dernière étant toujours subordonnée à son « île sœur ». Cette situation perdure encore aujourd'hui.
Frédéric Angleviel indique que pendant longtemps au XIXe siècle, les deux royaumes de Futuna sont très instables et sont souvent dans des luttes rivales chroniques, Sigave voulant prendre sa revanche sur Alo. Ces affrontements sont toutefois à remettre en parallèle avec la petite taille de la population (1200 à 1500 habitants). De manière générale, la royauté à Futuna est très instable, les deux rois (de Sigave et d'Alo) étant démis au bout de quelques années, voire quelques mois. Pour Jean-Claude Roux, cette instabilité est structurelle : entre 1900 et 1960, vingt rois se succèdent à Alo et treize à Sigave.

#### À Wallis

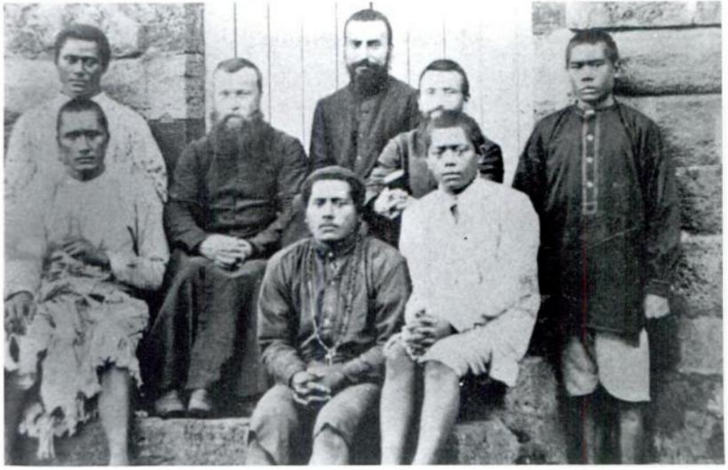
Des pères maristes et des séminaristes à Lano (Wallis), vers 1890.

L'histoire de Wallis sous le protectorat est marquée par les luttes d'influence entre la mission catholique et l'administration française (réduite à un résident de France et son chancelier). Entre ces deux acteurs, la chefferie coutumière soutient tour à tour l'un ou l'autre. Jusqu'à l'arrivée du résident Viala en 1905, le protectorat est assez instable ; par la suite, les résidents restent sur l'île en moyenne quatre ans. En 1906, le Lavelua demande qu'un médecin soit affecté à Wallis.
La période de 1831 à 1901 est marquée par la stabilité : seulement cinq souverains se succèdent, dont la reine Amélia qui règne pendant vingt-quatre ans (1869-1895). Au début du XXe siècle, la royauté à Wallis devient plus instable.
La mission catholique détient un pouvoir très important sur la population wallisienne. Monseigneur Bataillon avait réussi à transformer Wallis en une véritable théocratie insulaire et son pouvoir demeure très importante jusqu'à sa mort en 1877. Les fêtes religieuses rythment le calendrier et la participation à la messe est obligatoire. Selon Jean-Claude Roux, « [la mission] donne l'exemple d'une stabilité proche du fixisme ». À l'époque, Wallis-et-Futuna font partie de l'évêché du Pacifique Central. En 1935, les deux îles deviennent un vicariat apostolique autonome, jusqu'à la création du diocèse de Wallis-et-Futuna en 1966.

### Vie économique

Pendant la première guerre mondiale, Wallis-et-Futuna restent à l'écart des conflits et des recompositions des empires coloniaux (carte : l'Océanie en 1914).

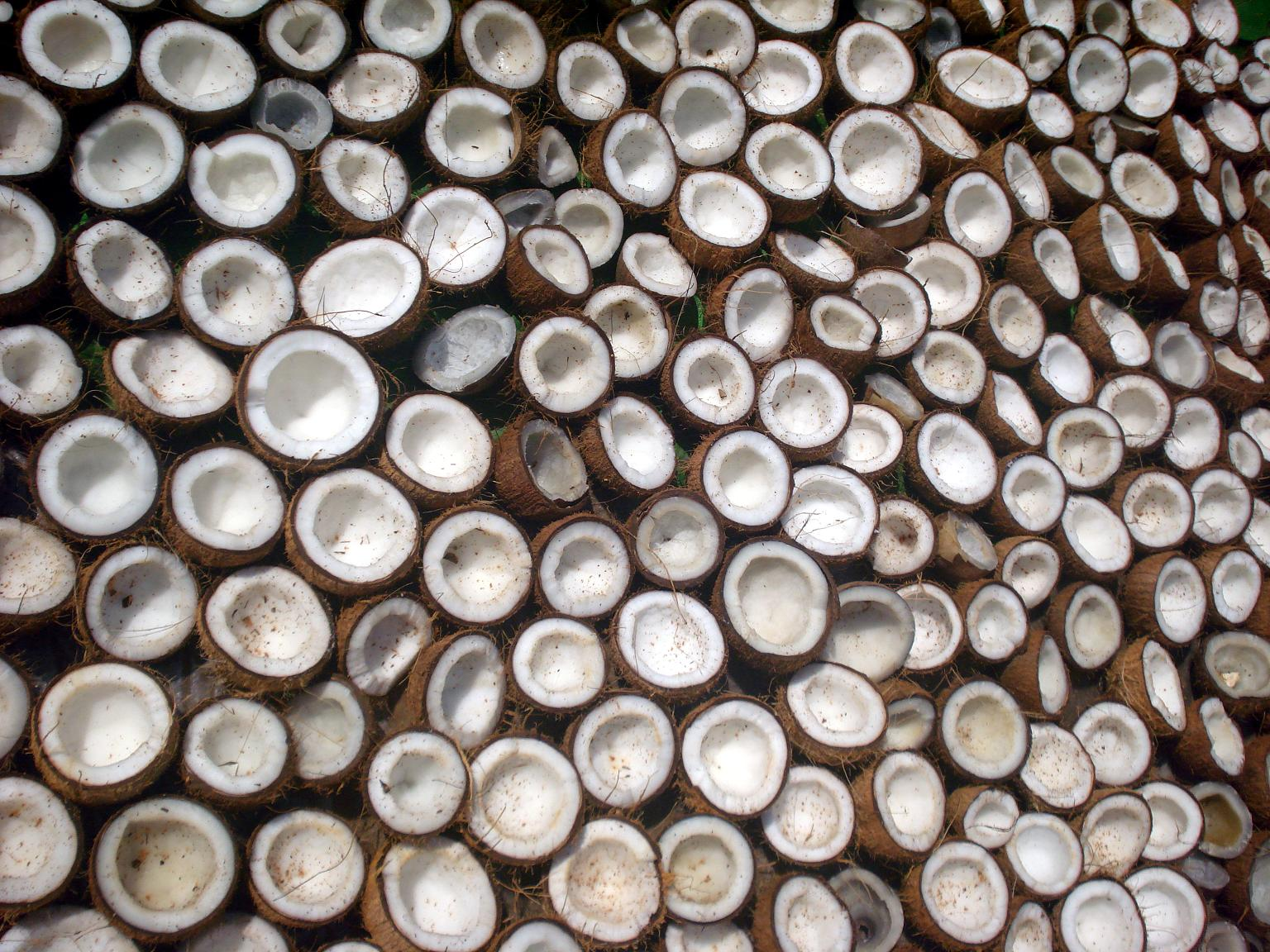
Le coprah a longtemps représenté la seule exportation de Wallis-et-Futuna.

Les habitants continuent à vivre de leurs cultures vivrières : taro, bananier, igname, kapé. L'élevage porcin est destiné à l'accomplissement de cérémonies coutumières. La seule culture d'exportation est celle du cocotier dont les fruits sont transformés en coprah. En 1867, l'allemand Théodore Weber met au point une nouvelle technique de séchage du coprah vert, introduite à Wallis via les Samoa. Les résidents de France fondent le développement de l'île sur cette monoculture, introduisant la monnaie dans l'archipel et favorisant l'établissement de comptoirs. En conséquence, les plantations de cocotiers s'étendent, mais cette industrie est ruinée dans les années 1930 par l'effet conjugué d'une invasion d'oryctes en 1930 et la chute du cours des oléagineux consécutive à la Grande Dépression.
En 1910, la société australienne Burns Philp s'installe à Wallis, consolidant ainsi sa présence dans le Pacifique Sud. Julien Brial, un français, est responsable du comptoir de Wallis. Marié à une wallisienne, il s'implique fortement dans la vie politique locale, jusqu'à devenir « le chef occulte d'une faction wallisienne opposée à la mission qui jouera un rôle important jusqu'à nos jours ». Son influence sur les insulaires est importante et il devient également un interlocuteur des résidents. En 1912, deux sociétés chinoises basées à Sydney s'implantent également sur l'île pour y faire le commerce du coprah.
Les relations entre les commerçants et les autorités locales n'ont pas toujours été faciles. Pour Jean-Claude Roux, « au souci de « bonnes affaires » des commerçants, correspondait chez les insulaires le souci de tirer le maximum des « étrangers ».Dans les années 1910-1920, les rois coutumiers décrètent des interdits (tapu) sur le coprah afin de s'opposer aux abus des négociants.
Wallis-et-Futuna restent largement en dehors de la Première Guerre mondiale, contrairement à certaines îles voisines qui subissent les recompositions des empires coloniaux de l'époque (ainsi, les Samoa allemandes passent sous domination néozélandaise). Cependant, l'influence commerciale des Fidji (alors colonie britannique) se fait fortement ressentir, culminant en des « guerres du coprah » opposant commerçants wallisiens et futuniens à des commerçants fidjiens dans les années 1920.

### Alain Gerbault à Wallis (1926)
En 1926, le navigateur Alain Gerbault (Selepo) séjourne à Wallis pendant quatre mois. Lors d'une tempête, la quille en plomb de son navire se brise et il s'échoue sur la plage de Matā'Utu le 20 août 1926. Il est contraint de rester sur l'île en attendant de pouvoir réparer son bateau, le Firecrest.
Rapidement, Gerbault devient très populaire auprès de la population wallisienne. Il introduit le port du paréo (aussi appelé manou, en wallisien kie) et le football. La vie wallisienne lui plaît beaucoup et il se lie d'amitié avec Fakate, chef du village de Ahoa. Il est également accueilli favorablement par les européens résidant sur l'île, qui lui viennent en aide. Le roi Tomasi le convie à une cérémonie du kava, des fêtes sont organisées en son honneur dans plusieurs villages.
Cependant, Gerbault devient la source de troubles politiques dans l'île. Plusieurs wallisiens lui demandent en effet de soutenir une pétition auprès du gouvernement français pour mettre fin aux travaux forcés (le fatogia), et certains souhaitent même l'élire en tant que roi. Il se montre également critique vis-à-vis des missionnaires maristes. Finalement, l'aviso Casiopée arrive à Wallis et Gerbault peut réparer son navire. Il quitte l'île le 10 décembre 1926, au grand soulagement des autorités locales.
Plus tard, Gerbault revint dans les mers du Sud. « Mais les résidents de Wallis, craignant des troubles politiques si on l'y revoyait, lui firent savoir que son retour dans l'île n'était pas désirable ». (A. Poncet).
Le passage d'Alain Gerbault entraîne des manifestations en décembre 1926 de plusieurs centaines de personnes (venues de Hihifo et Mu'a) devant le palais royal qui demandent notamment l'abolition des corvées obligatoires. Le roi Tomasi Kulumoetoke consent en partie à ces revendications. Le résident de France, quant à lui, refuse de rémunérer les travaux effectués pour le compte de l'administration française. Les manifestants refusent de reprendre le travail et en janvier 1927, la situation est toujours tendue.
En conséquence de ces troubles, cinq meneurs dont Soane Toke sont jugés le 10 mars 1927 et déportés à Nouméa le lendemain par le navire de guerre français Cassiopée. D'après l'évêque Alexandre Poncet, le calme est alors rétabli.

### Wallis-et-Futuna pendant les années 1930

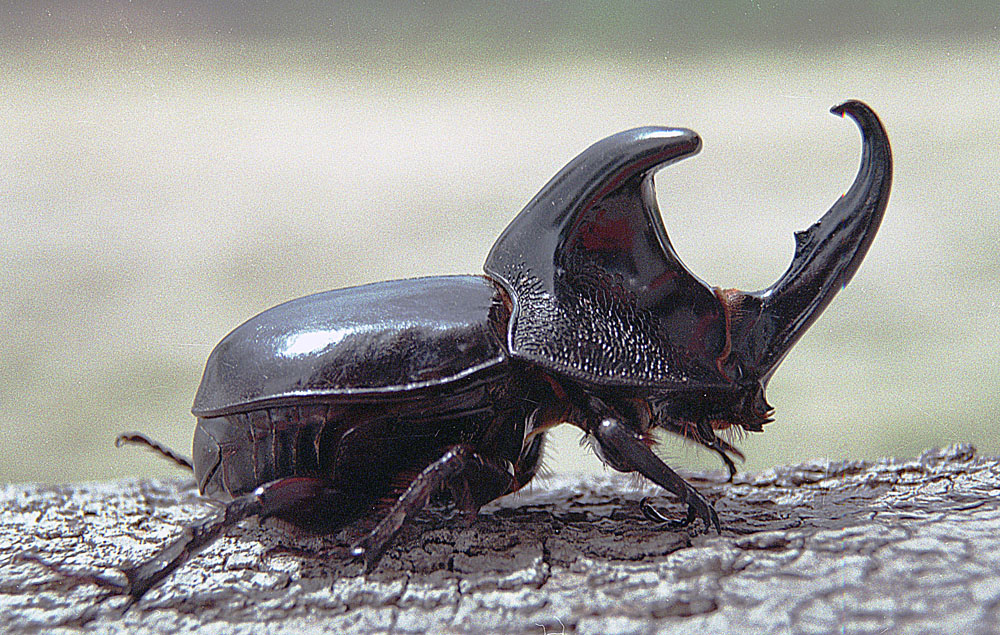
Le parasite Oryctes rhinoceros détruisit les plantations de cocotiers à Wallis dans les années 1930, entraînant l'effondrement des exportations de coprah.

Durant les années 1930, Wallis est en proie à de nombreuses crises politiques. Les rois coutumiers de Wallis-et-Futuna se succèdent à rythme fréquent. Un recensement mené par le résident Renaud en 1931 révèle qu'il y a une cinquantaine d'étrangers à Wallis-et-Futuna, dont vingt-et-un Français (y compris les missionnaires), douze chinois, sept anglais et neuf métis de père anglais. Futuna ne compte qu'une douzaine d'étrangers, parmi eux uniquement quatre français. En les contrôlant, l'administration française cherche à taxer la seule activité économique de l'archipel, le coprah, pour assurer ses recettes fiscales.
En outre, l'exportation du coprah s'interrompt à la suite des dommages causés par le parasite oryctes. Le résident de France décide alors de réorienter l'économie du territoire vers la Nouvelle-Calédonie. Pour Jean-Marc Regnault, on peut y voir les prémisses des liens toujours plus forts qui uniront Wallis-et-Futuna avec la Nouvelle-Calédonie. C'est la fin de l'autosuffisance économique pour les deux îles, qui deviennent de plus en plus dépendantes de l'extérieur.
À l'époque (1931), aucun Wallisien ou Futunien ne parle français,. L'enseignement dispensé par les missionnaires se fait en wallisien et en futunien.
Jusqu'en 1932, la livre sterling anglaise et le système anglais de poids et mesures avaient cours à Wallis et Futuna ; ils sont remplacés cette année-là par le franc et par le système métrique.
De 1933 à 1938, après l'exfiltration du résident précédent, le docteur militaire Renaud, le cinquième médecin-résident (lesita, unique médecin militaire et (faisant fonction d') administrateur/préfet/gouverneur) est Jean-Joseph David (1900-1969), après un poste de médecin militaire à Raqqa (sous le mandat français en Syrie et au Liban). Régent de fait, après punition des fauteurs de troubles wallisiens, malgré lui (toketa, lesita, hau), dans la mesure où le Conseil royal (Fono) suspend la nomination d'un nouveau roi après la mort du roi Mikaele, il assume pendant plus de quatre ans la « responsabilité du souverain dans l'harmonie et la vitalité du pays ». Le jour du départ du Roi David, étranger-roi, mais roi déchu, sur le navire Pierre Loti, est vécu presque comme un deuil national, pour la population d'alors (environ 6 500 habitants). Guillaume Lachenal en a tiré le livre d'enquête biographique Le médecin qui voulut être roi. Sur les traces d'une utopie coloniale (Paris, Seuil, 2017). Remplacé par le docteur Lamy, puis par le docteur Charbonnier, il se retrouve au centre d'une étrange utopie de même tendance hygiéniste, au Cameroun, au Haut-Nyong.
Le résident David (Tavite) est actif, dynamique, énergique, dirigiste, humanitaire, autoritaire, parfois violent, voire tyrannique, suscitant au départ une "hostilité déclarée" puis une "docilité surprenante" : grands travaux d'intérêt général (route de 25 km sur 5 mètres de large, citernes en ciment, défrichement annuel (contre mise en jachère), efforts d'abord provisoires, coutumiers, et gérés par les chefs de villages, avec fourniture de matériel (dont les machettes) et de nourriture (d'importation), pratique du sport dont le football, puis réécriture de la constitution du protectorat, nouvelles plantations, abandon de la pêche et des cultures vivrières, sous-nutrition (Docteur Désastre), société indigène de prévoyance, travail contraint puis forcé, destruction de forêt tabou, épidémie de typhoïde (124 morts déclarées).

## Seconde Guerre mondiale
Durant la Seconde Guerre mondiale, alors que les autres territoires français du Pacifique se rallient à la France libre en 1940, le protectorat de Wallis et Futuna reste fidèle à Vichy. Cette décision tient surtout à l'attitude de l'évêque Alexandre Poncet (1884-1973), antirépublicain et pétainiste convaincu. Coupée des autres territoires français et des îles environnantes (Fidji, Samoa, Tonga) aux mains des alliés, Wallis et Futuna souffrent d'un isolement complet pendant dix-sept mois. Le résident Vrignaud crée une force de police pour prévenir un éventuel débarquement, même si ce sont surtout les Japonais qui inquiètent la population. Le 16 mars 1941, Vrignaud et l'évêque soutiennent l'élection du roi Leone Matekitoga par les familles royales, bien que ce dernier refuse de prêter allégeance au maréchal Pétain.
Une première reconquête est envisagée par le Général de Gaulle en février 1941, mais éventée, elle est annulée. Face à l'avancée japonaise dans le Pacifique, les Américains souhaitent investir l'île pour y installer une base militaire. De Gaulle, soucieux de préserver la souveraineté française, négocie pour que les troupes de la France libre débarquent en premier à Wallis. Le 27 mai 1942, un corps expéditionnaire de la France libre s'empare de Wallis, un jour avant la date prévue afin d'affirmer la souveraineté française sur l'île. Le résident Léon Vrignaud est arrêté sans aucune violence et remplacé par un résident fidèle aux alliés, le médecin-capitaine Mattéi. Le lendemain, l'armée américaine débarque et installe une base militaire sur l'île. Futuna est ralliée à la France libre deux jours plus tard, mais n'est pas investie par les alliés.

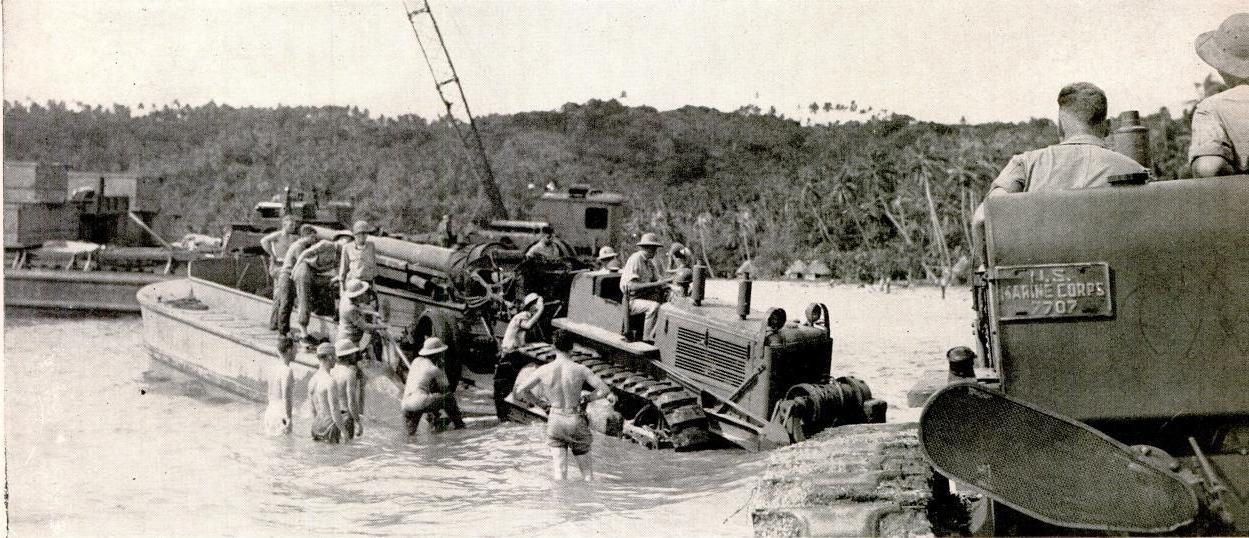
L'armée américaine débarque des canons dans la baie de Gahi à Wallis en 1942.

Le commandement américain fait débarquer 2 000 GI's sur l'île, et leur nombre s'élève à 6 000 durant les deux années suivantes. En juin 1942, les soldats du génie (seabees) arrivent sur l'île. Les Américains construisent de nombreuses infrastructures : une base aérienne à Hihifo pour bombardiers (qui est devenue l'aérodrome de Hihifo) et une autre à Lavegahau, une hydrobase à la pointe Mu'a, un port à Gahi et un hôpital de 70 lits, ainsi que des routes. Ils acheminent une quantité importante d'armements, DCA, avions, tanks, etc.
Cette période a de profondes répercussions sur la société wallisienne : les soldats américains introduisent de nombreux matériels et construisent des infrastructures qui aujourd'hui encore ont laissé leur empreinte. Les GI's arrivent avec un fort pouvoir d'achat, et Wallis est reliée par avion et bateau aux îles Samoa. En conséquence, écrit Frédéric Angleviel, « il en résulte une extraordinaire prospérité économique à la fois inattendue, brève et sans lendemain. Une véritable folie de consommation s'abat sur l'île malgré les efforts de réglementation de la résidence ». Les recettes fiscales du protectorat augmentent grandement grâce aux taxes douanières sur les produits américains. La présence des américains bouleverse l'autorité de la chefferie et des missionnaires. En effet, les roturiers (tu'a) s'enrichissent rapidement en travaillant pour l'armée américaine. En conséquence, l'administration française se voit obligée de revaloriser de 1000% l'indemnité des chefs en 1943. Les pères maristes tentent de contrôler les mœurs de la population uvéenne, mais des relations amoureuses et sexuelles se développent entre GI's et wallisiennes. Plusieurs enfants métis naissent de ces unions.
Après la victoire américaine de Guadalcanal, l'intérêt stratégique de la Polynésie se réduit et en février 1944 débute le démantèlement puis l'évacuation des bases américaines aux Samoa et à Wallis. Les soldats quittent Uvea,,. Il ne reste plus que 300 soldats en mars et seulement douze américains en juin 1944 à Uvea. En avril 1946, les derniers Américains quittent Wallis. La période fastueuse de richesse et de gaspillage s'interrompt aussi brutalement qu'elle a commencé. Les Wallisiens se retrouvent face à des difficultés économiques : les cultures vivrières ont été négligées, les plantations de cocotier ont été abandonnées faute d'export du coprah, et les volailles sont menacées de disparition. Même le lagon a été abîmé par la pêche à la dynamite. La population doit se remettre au travail.
En revanche, Futuna n'est pas investie par les Américains et reste largement à l'écart de ces mutations, et souffre de l'isolement pendant la guerre.

## 1946-1961: une période de transition
La période post-1945 est marquée par la multiplication des crises politiques entre la mission, l'administration et la chefferie et les nombreuses révolutions de palais. Cinq rois se succèdent de 1945 à 1959 à Wallis, preuve de la forte instabilité politique qui règne.
La création de l'Union française en 1946 n'affecte pas Wallis-et-Futuna : en effet, le territoire était « considéré comme un Territoire d'outre mer où les lois de la république étaient limitées par les pouvoirs traditionnels des souverains. ».

### Déséquilibres politiques depuis 1945
Le 25 mars 1946, le lieutenant américain Zinchek, qui commande les 12 derniers soldats américains restés à Wallis, apporte une pétition demandant « l'annexion de Wallis aux États-Unis et le départ des Français ». Finalement, Zinchek est rappelé par le commandement américain, mais cette crise a des répercussions coutumières. En avril 1947, le Lavelua Leone Matekitoga est destitué. Pelenato Fuluhea, originaire de Mu'a, lui succède. Trois ans plus tard, en 1950, un mouvement social l'oblige à démissionner.
Les ministres coutumiers élisent alors Emmanuel Brial, commerçant français d'ascendance wallisienne par sa mère, mais face à l'opposition du résident et de la mission, Kapeliele Tufele devient Lavelua. Assez vite, des différends l'opposent au résident de France. En 1953, à la suite d'une nouvelle crise successorale, Aloisia Brial est élue reine de Wallis. La famille Brial joue un rôle économique important dans le territoire, représentant les établissements Ballande, mais son influence est rapidement devenue politique.
À Futuna, les deux royaumes changent régulièrement de souverain. Les différends politiques provoquent parfois de véritables « batailles rangées » entre les villages d'Alo. L'influence de la mission reste très forte, en particulier autour du père Cantala qui dispose d'une autorité importante. C'est seulement en 1957, selon Frédéric Angleviel, que son départ et l'arrivée de deux gendarmes français « fait entrer Futuna dans l'ère de la normalisation administrative ».
De manière générale, le pouvoir temporel des missionnaires recule face à l'affirmation du résident de France, même si la mission garde une influence morale prépondérante. En cette période où Wallis et Futuna entrent progressivement dans la modernité, l'Église catholique agit comme un filtre : « la religion (lotu) limite les effets négatifs de l'irruption occidentale [et] propose de nouveaux modèles de vie à ses fidèles ». Comme toujours, les trois pouvoirs (coutumier, administratif et religieux) se trouvent dans un fragile équilibre.

## Wallis-et-Futuna, territoire d'outre-mer (depuis 1961)
Les îles deviennent en 1961 un territoire d'outre-mer (TOM) après référendum. Le roi d'Uvea, Tomasi Kulimoetoke II (1916-2007), est signataire de cet accord. Après la révision constitutionnelle du 28 mars 2003, les îles Wallis-et-Futuna deviennent une collectivité d'outre-mer à statut particulier sans que le régime de 1961 ne change.

### Référendum de 1959 et statut de Territoire d'outre-mer (1961)
À la suite de la démission forcée de la reine Alosia Brial et au terme de longues négociations, Tomasi Kulimoetoke est élu Lavelua en mars 1959. (À Wallis, le roi est choisi parmi les familles royales et élu par ces mêmes familles. Il s'agit donc d'une monarchie non pas héréditaire mais aristocratique élective). Il inaugure une période de stabilité d'une longévité inégalée dans l'histoire récente de Wallis, puisqu'il reste roi jusqu'à sa mort en 2007.
Tomasi Kulimoetoke est une figure ayant marqué l'histoire de Wallis-et-Futuna, puisque c'est sous son règne que les deux îles passent du statut de protectorat à celui de Territoire d'Outre-Mer. En 1959 est organisé un référendum sur le changement de statut. Le « oui » l'emporte très massivement (100 % à Wallis où la population, suivant les indications de la mission et de la chefferie, vote unanimement pour ; à Futuna, le « oui » l'emporte à 84,50 % à Alo et 68,60 % à Sigave). Désormais, les Wallisiens et Futuniens sont citoyens français à part entière, même s'ils disposent d'un statut spécial qui ne s'applique que sur le territoire.

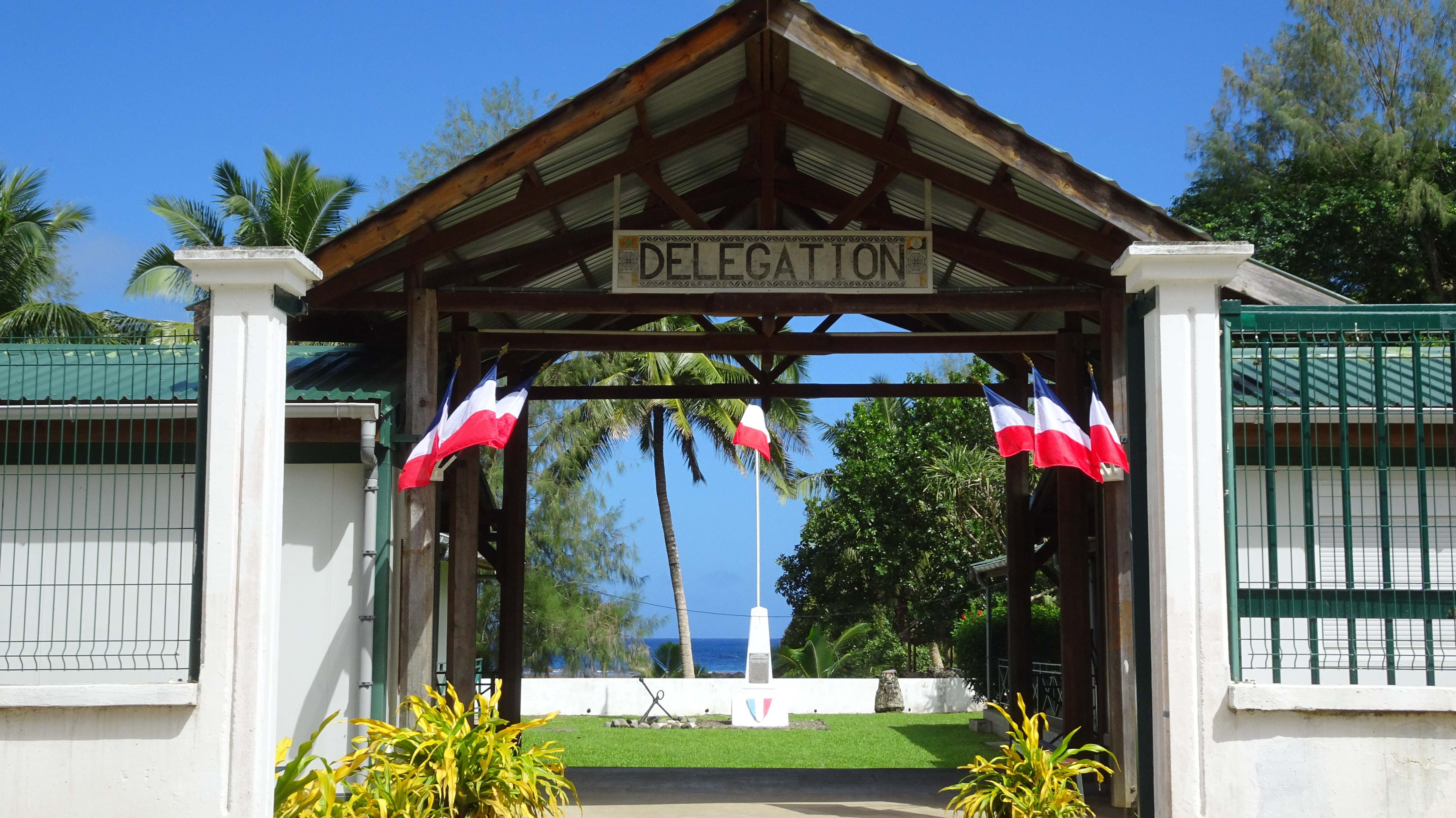
Délégation de l'administration supérieure présente à Leava

Le statut de 1961 est fondamental, puisqu'il maintient et reconnaît l'organisation traditionnelle (chefferie et monarchie), le droit coutumier est maintenu pour le civil, l'enseignement catholique est reconnu. Surtout, l'article trois stipule que « La République garantit aux populations du territoire des îles Wallis et Futuna le libre exercice de leur religion, ainsi que le respect de leurs croyances et de leurs coutumes en tant qu'elles ne sont pas contraires aux principes généraux du droit et aux dispositions de la présente loi.(...) »
Les institutions actuelles de Wallis-et-Futuna prennent forme : une assemblée territoriale élue au suffrage universel est instituée. Comptant vingt membres, elle est secondée par le conseil territorial, composé de chefs coutumiers. Wallis-et-Futuna se sont également vus attribuer un député et un sénateur. Le territoire est également représenté par un conseiller économique et social. Le poste de résident de France est remplacé par celui d'Administrateur supérieur de Wallis-et-Futuna.
Wallis-et-Futuna ont donc bénéficié d'un statut sur mesure, adapté à l'organisation sociale et politique des deux îles.

### Transformations sociétales depuis 1961

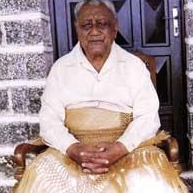
Le Lavelua Tomasi Kulimoetoke règne sur Uvea de 1959 à 2007, le plus long règne de l'histoire de Wallis. Sa succession entraîne la crise coutumière wallisienne.

L'anthropologue Françoise Douaire-Marsaudon résume ainsi les profondes mutations que connaît Wallis-et-Futuna à partir des années 1980 :

« Dans le dernier quart du XXe siècle, Wallis‑et‑Futuna – et surtout la société wallisienne – subit d'importantes transformations, économiques et sociales, intellectuelles et idéologiques. Outre le boom des naissances et l'arrivée à l'âge adulte d'une génération mieux formée que ses aînés, on assiste à l'essor d'une classe moyenne tournée vers le monde extérieur, lui empruntant une part grandissante de ses modèles de consommation ou de réussite socio‑économique, comme en témoigne, par exemple, le développement de l'entreprenariat à Wallis même.
La monnaie, autrefois réservée aux Européens et à quelques familles de fonctionnaires locaux, devient plus abondante. La société wallisienne adopte rapidement le modèle de la société de consommation, provoquant la multiplication des grandes surfaces de vente (hypermarchés) comme l'endettement croissant des ménages auprès des banques. Peu à peu, le modèle de la réussite par l'argent et les affaires concurrence sans le faire disparaître celui, devenu plus « classique » mais aussi plus désuet, du « bon » chef coutumier, fondé sur la capacité à rassembler les hommes et à faire fructifier les ressources terrestres et halieutiques »

 Cependant, à la fin du XXe siècle, au début des années 1990, une crise qui fait ses débuts en 2005 sous le nom de crise coutumière wallisienne fracture le territoire. Celle-ci est dû à un conflit sur la succession au titre de roi coutumier (lavelua) du royaume d'Uvea après le très long règne de Tomasi Kulimoetoke. Les partisans du roi s'opposent alors au camp des « rénovateurs » qui souhaitent une évolution de la coutume et un partage du pouvoir. Cette crise se poursuit lors du règne de Kapeliele Faupala, puis reprend en 2016 avec l'intronisation de deux lavelua concurrents (Tominiko Halagahu et Patalione Kanimoa, ce dernier étant finalement reconnu par l'État français). Elle a mis en exergue les profondes divisions qui traversent la société de Wallis, et a créé des tensions entre la chefferie coutumière et les représentants de l'État français, pris à témoin et à partie. Elle a également été suivie par la communauté wallisienne de Nouvelle-Calédonie.